# Bandai Namco Filmworks
Bandai Namco Filmworks, Inc. (株式会社バンダイナムコフィルムワークス Kabushiki-gaisha Bandai Namuko Firumuwākusu?) anteriormente y todavía conocida como Sunrise Inc., es una empresa japonesa propiedad de Bandai Namco Holdings cuyo negocio se centra en la producción, planificación y gestión de anime

## Historia
Según una entrevista con los miembros de Sunrise, el estudio fue fundado por exmiembros de Mushi Production en 1972 como Sunrise Studio, Limited (有限会社サンライズスタジオ Yugen-kaisha Sanraizu Sutajio?). En lugar de que la producción de anime gire en torno a un solo creador (como Mushi, dirigido por Osamu Tezuka), Sunrise decidió que la producción debería centrarse en los productores. El mercado del anime convencional (como adaptaciones de manga, programas deportivos y adaptaciones de cuentos infantiles populares) ya estaba dominado por empresas existentes, por lo que Sunrise decidió centrarse en el anime de robots (mechas), conocido por ser más difícil de animar pero que podría usarse para vender juguetes.
Sunrise ha estado involucrado en muchas series de televisión de anime populares y aclamadas, incluido Mobile Suit Gundam (y sus derivados y secuelas desde 1979), la serie Mashin Eiyūden Wataru (1988–1997), Brave (1990–1997) y Eldran (1991–1993), ambas coproducidas con Takara Tomy y la serie Seikai no Monshō (1999–2001). Ellos produjeron el apocalíptico Space Runaway Ideon en 1980.
La compañía ha coproducido varias series con Toei Company, incluyendo Majokko Tickle (desde el episodio 16), Chōdenji Robo Combattler V (1976), Chōdenji Machine Voltes V (1977), Tōshō Daimos (1978), Daltanious, y Cyborg 009 (una coproducción de 1979 con Toei Animation). Sunrise es conocido por sus series de anime mecha (incluido Gundam), como Muteki Kōjin Daitān 3 (1978), Fang of the Sun Dougram (1981), Armored Trooper VOTOMS y Aura Battler Dunbine (1983), Blue Comet SPT Layzner (1985), Patlabor (1989), Tenkū no Escaflowne (1996), The Big O (1999/2003), Overman King Gainer (2002), Zegapain (2007), Code Geass (2006/2008), Tiger & Bunny (2011), y Kakumeiki Valvrave (2013), y trabajó con Tsuburaya Productions para animar The Ultraman (1979).
En febrero de 1994, Sunrise Inc. pasó a formar parte de Bandai Group.
El 1 de abril de 2022, Bandai Namco Holdings adoptó un nuevo logotipo que se había revelado inicialmente en octubre de 2021, y con ello, se produjo un importante cambio organizativo, lo que provocó que Sunrise subsumiera la división de artes visuales de Bandai Namco Arts, que se disolvió ese mismo día. Después de esto, la empresa adoptó el mismo logotipo que su matriz y adoptó el nombre de Bandai Namco Filmworks. Su división de música, Sunrise Music, ha subsumido de manera similar las operaciones musicales de Bandai Namco Arts, incluido Lantis, y cambió su nombre a Bandai Namco Music Live. El nombre Sunrise se mantiene como una de las marcas principales de la empresa a partir de agosto de 2023.
El 1 de marzo de 2024, Bandai Namco Filmworks anunció la adquisición del estudio de anime 8-Bit, convirtiéndolo en una subsidiaria de propiedad total.

## Sunrise

Logotipo de la marca Sunrise, utilizado desde finales de 1996. También se utilizó como logotipo corporativo hasta 2022.

La división principal de la empresa, Sunrise (サンライズ Sanraizu?), es un estudio de animación fundado en septiembre de 1972 y tiene su sede en Ogikubo, Tokio. Sus nombres anteriores también fueron Soeisha, Sunrise Studio y Nippon Sunrise.
El estudio es conocido por series de anime originales populares y elogiadas por la crítica como Gundam, Code Geass, Cowboy Bebop, Space Runaway Ideon, Armored Trooper VOTOMS, Mashin Eiyūden Wataru, Yoroiden Samurai Troopers, Future GPX Cyber Formula, Crush Gear Turbo, Tenkū no Escaflowne, Love Live!, Witch Hunter Robin, Mai-HiME, Mai-Otome, Code Geass: Hangyaku no Lelouch, Tiger & Bunny, y Cross Ange: Tenshi to Ryū no Rondo, así como sus numerosas adaptaciones de aclamadas novelas ligeras que incluyen Seikai no Monshō, Dirty Pair, Kyōkai Senjō no Horizon y Accel World, y mangas como City Hunter, InuYasha, Yashahime, Outlaw Star, Angel Links, Yakitate!! Japan, Planetes, Sargento Keroro, Gintama, y Kekkaishi. Sus producciones suelen contar con animaciones fluidas y secuencias de acción y muchos fanes se refieren a la calidad de su trabajo como "Sunrise Smooth".
La mayor parte de su trabajo son títulos originales creados internamente por su personal creativo bajo un seudónimo colectivo, Hajime Yatate. También operaban un estudio de videojuegos desaparecido, Sunrise Interactive. Sunrise lanzó una editorial de novelas ligeras, Yatate Bunko Imprint, el 30 de septiembre de 2016, para publicar títulos originales y complementar sus franquicias existentes con nuevos materiales. Los animes creados por Sunrise que ganaron el Animage Anime Grand Prix con Mobile Suit Gundam en 1979 y la primera mitad de 1980, Space Runaway Ideon en la segunda mitad de 1980, Crusher Joe (una coproducción con Studio Nue) en 1983, Dirty Pair en 1985, Future GPX Cyber Formula en 1991, Gundam SEED en 2002, Gundam SEED Destiny en 2004 y 2005, Code Geass: Hangyaku no Lelouch en 2006 y 2007 y Code Geass R2 en 2008, convirtiendo a Sunrise en el estudio que ganó el mayor número de premios Animage.

### Estudios
- Estudio 1 se creó cuando se fundó Sunrise en 1972. Sus trabajos notables incluyen Mobile Suit Gundam, Space Runaway Ideon, Armored Trooper VOTOMS, Patlabor, y InuYasha. También fue el estudio responsable de varias entregas posteriores de Gundam: G, Wing, X, Turn A, Unicorn, Reconguista in G, Thunderbolt, Narrative, y Hathaway.
- Estudio 2 se creó alrededor de 1974-1975, y algunos miembros clave se marcharon para formar Bones en 1998. Sus obras notables incluyen Aura Battler Dunbine  y algunas entregas de Gundam: incluyendo Zeta, ZZ, Victory, Char's Counterattack y F91. También trabajó en Tenkū no Escaflowne y Cowboy Bebop, coproduciendo una adaptación cinematográfica de cada una con Bones.
- Estudio 3 fue creado en 1975. Sus trabajos notables incluyen Blue Comet SPT Layzner y City Hunter. Fue responsable de muchas entregas de Gundam, incluidas 0083, 08th MS Team, y series de televisión de la franquicia: 00, AGE, Build Fighters, Build Fighters Try, Iron-Blooded Orphans y The Witch from Mercury.
- Estudio 4 fue creado en 1979 y sus trabajos notables incluyen el anime The Ultraman. El estudio quedó inactivo en 1987. El actual Estudio 4 comenzó como soporte para el Estudio 2, y era conocido como Studio Iogi (井荻スタジオ?) llamado así por el seudónimo del veterano director de Sunrise, Yoshiyuki Tomino). El primer trabajo importante del estudio fue Dirty Pair de 1985,  y otros trabajos notables incluyen Planetes, S-cry-ed y Code Geass.
- Estudio 5 también fue creado en 1979. Uno de sus productores fue Mikihiro Iwata, fundador de A-1 Pictures. Los trabajos notables incluyen Seikai no Monshō, las películas de InuYasha, Danshi Kōkōsei no Nichijō, Aikatsu!, Binbogami ga!, Gintama, Mobile Suit SD Gundam y Mobile Suit Gundam 0080: War in the Pocket.
- Estudio 6 fue creado en 1983. Sus trabajos notables incluyen The Big O, Sargento Keroro, y Tiger & Bunny. También proporcionaron la animación de Batman: la serie animada. Algunos miembros se marcharon para formar Bridge en 2007.
- Estudio 7 fue creada en 1985. Su primer trabajo, sin acreditar, fue en la serie de dibujos animados estadounidense Centuriones, y se destaca por Sacred Seven, S-cry-ed y la serie Brave. Algunos miembros se marcharon para formar Manglobe en 2002.
- Fundado alrededor de 1995, Estudio 8 se destaca por Mai-HiME, Buddy Complex, Idolmaster: Xenoglossia, Sora o Kakeru Shōjo, Kyōkai Senjō no Horizon, Accel World y Love Live!.
- El estudio hermano de Estudio 7, Estudio 9 se estableció en 1996. Sus trabajos notables incluyen Gasaraki, Mugen no Ryvius, Mobile Suit Gundam SEED y Gundam SEED Destiny, Argento Soma y Battle Spirits.
- El estudio hermano de Estudio 5, Estudio 10 se estableció alrededor de 1996. Sus trabajos notables incluyen Outlaw Star, Kodai Ōja Kyōryū King y Phi Brain: Kami no Puzzle.
- El estudio hermano de Estudio 8, Estudio 11 se estableció en 2009 y trabajó en Kurokami y la serie SD Gundam Sangokuden Brave Battle Warriors.
- El estudio de producción CG de Sunrise, D.I.D. ayuda a crear CG para muchos de los programas de la compañía (notablemente Tiger & Bunny, Zegapain, Cross Ange: Tenshi to Ryū no Rondo, Kakumeiki Valvrave, Gundam MS Igloo y Gundam The Origin). También producen trabajos CG para otros estudios de animación, incluido Space Battleship Yamato 2199 de XEBEC.
- Anteriormente conocido como Ogikubo Studio (荻窪スタジオ?) o Sunrise Emotion, Nerima Studio es conocido por Freedom Project, Kakumeiki Valvrave, la película de anime Ibara no Ou y Cross Ange: Tenshi to Ryū no Rondo.
- Sunrise Origin Studio (サンライズオリジンスタジオ?) es el estudio de Sunrise encargado de animaciones intermedias, trabajando en estas animaciones o "interpolaciones de movimiento" en títulos como My Hero Academia y El niño y la bestia.
- White Base es un nuevo estudio que abrió recientemente en noviembre de 2021 y lleva el nombre del famoso acorazado del Gundam original.[12]

#### Anteriormente
- Sunrise Beyond Inc. era una subsidiaria de Sunrise establecida después de la compra mayoritaria y el cierre de XEBEC. Algunos de sus trabajos incluyen Gundam Build Divers Re:Rise y King's Raid: Successors of the Will. En enero de 2024, se anunció que el estudio se disolvería y se fusionaría con Sunrise.[13]

## Producciones

### Series de televisión

#### 1970s
| Año  | Título                         | Director(es)                                  | Fecha de primera transmisión | Fecha de última transmisión | Eps. | Estudio   | Notas                                                                                            | Refs.         |
| ---- | ------------------------------ | --------------------------------------------- | ---------------------------- | --------------------------- | ---- | --------- | ------------------------------------------------------------------------------------------------ | ------------- |
| 1972 | Hazedon                        | Fumio Ikeno Makura Saki                       | 5 de octubre de 1972         | 29 de marzo de 1973         | 26   | Estudio 1 | Historia original.                                                                               | [ 14 ] [ 15 ] |
| 1973 | Zero Tester                    | Ryōsuke Takahashi                             | 1 de octubre de 1973         | 17 de junio de 1974         | 38   | Estudio 1 | Historia original.                                                                               | [ 14 ] [ 15 ] |
| 1974 | Zero Tester: Chikyū wo Mamore! | Ryōsuke Takahashi                             | 24 de junio de 1974          | 30 de diciembre de 1974     | 28   | Estudio 1 | Secuela de Zero Tester.                                                                          | [ 14 ] [ 15 ] |
| 1975 | La Seine no Hoshi              | Masaaki Osumi Satoshi Dezaki Yoshiyuki Tomino | 4 de abril de 1975           | 26 de diciembre de 1975     | 39   | Estudio 2 | Basada en la película de 1964 de Alain Delon El tulipán negro.                                   | [ 14 ] [ 15 ] |
| 1975 | Yūsha Raideen                  | Yoshiyuki Tomino Tadao Nagahama               | 4 de abril de 1975           | 26 de marzo de 1976         | 50   | Estudio 1 | Historia original.                                                                               | [ 14 ] [ 15 ] |
| 1975 | Wanpaku Ōmukashi Kumu Kumu     | Rintarō                                       | 3 de octubre de 1975         | 26 de marzo de 1976         | 26   | Estudio 1 | Historia original.                                                                               | [ 14 ] [ 15 ] |
| 1976 | Chōdenji Robo Combattler V     | Tadao Nagahama                                | 17 de abril de 1976          | 28 de mayo de 1977          | 54   | Estudio 1 | Primera entrega de la trilogía Nagahama Roman Robo Shirīzu. Coproducción junto a Toei Animation. | [ 14 ] [ 15 ] |
| 1976 | Kyōryū Tankentai Born Free     | Jun Oki Kiyoshi Suzuki Kōichi Takano          | 1 de octubre de 1976         | 25 de marzo de 1977         | 25   | Estudio 1 | Historia original.                                                                               | [ 14 ] [ 15 ] |
| 1976 | Robokko Beeton                 | Masaaki Osumi                                 | 12 de octubre de 1976        | 27 de septiembre de 1977    | 50   | Estudio 3 | Historia original.                                                                               | [ 14 ] [ 15 ] |
| 1977 | Chōdenji Machine Voltes V      | Tadao Nagahama                                | 4 de junio de 1977           | 25 de marzo de 1978         | 40   | Estudio 2 | Segunda entrega de la trilogía Nagahama Roman Robo Shirīzu. Coproducción junto a Toei Animation. | [ 14 ] [ 15 ] |
| 1977 | Muteki Choujin Zanbot 3        | Yoshiyuki Tomino                              | 8 de octubre de 1977         | 25 de marzo de 1978         | 23   | Estudio 3 | Historia original.                                                                               | [ 14 ] [ 15 ] |
| 1978 | Tōshō Daimos                   | Tadao Nagahama                                | 1 de abril de 1978           | 27 de enero de 1979         | 44   | Estudio 2 | Tercera entrega de la trilogía Nagahama Roman Robo Shirīzu. Coproducción junto a Toei Animation. | [ 14 ] [ 15 ] |
| 1978 | Muteki Kōjin Daitarn 3         | Yoshiyuki Tomino                              | 3 de junio de 1978           | 31 de marzo de 1979         | 40   | Estudio 1 | Historia original.                                                                               | [ 14 ] [ 15 ] |
| 1979 | The Ultraman                   | Hisayuki Toriumi Takeyuki Kanda               | 4 de abril de 1979           | 26 de marzo de 1980         | 50   | Estudio 4 | Primera serie animada de Ultraman.                                                               | [ 14 ] [ 15 ] |
| 1979 | Mobile Suit Gundam             | Yoshiyuki Tomino                              | 7 de abril de 1979           | 26 de enero de 1980         | 43   | Estudio 1 | Primera entrega de la franquicia de Gundam.                                                      | [ 14 ] [ 15 ] |
| 1979 | Kagaku Bōken-tai Tansar 5      | Takao Yotsuji                                 | 27 de julio de 1979          | 28 de marzo de 1980         | 34   | Estudio 5 | Historia original.                                                                               | [ 14 ] [ 15 ] |

#### 1980s
| Año  | Título                    | Director(es)                     | Fecha de primera transmisión | Fecha de última transmisión | Eps. | Estudio   | Notas                                                                                                | Refs.         |
| ---- | ------------------------- | -------------------------------- | ---------------------------- | --------------------------- | ---- | --------- | --- | ------------- |
| 1980 | Muteki Robo Trider G7     | Katsutoshi Sasaki                | 2 de febrero de 1980         | 3 de enero de 1981          | 50   | Estudio 2 | Historia original.                                                                                   | [ 14 ] [ 15 ] |
| 1980 | Space Runaway Ideon       | Yoshiyuki Tomino                 | 8 de mayo de 1980            | 30 de enero de 1981         | 39   | Estudio 1 | Historia original.                                                                                   | [ 14 ] [ 15 ] |
| 1981 | Saikyō Robot Daiōja       | Katsutoshi Sasaki                | 31 de enero de 1981          | 30 de enero de 1982         | 50   | Estudio 2 | Historia original.                                                                                   | [ 14 ] [ 15 ] |
| 1981 | Taiyō no Kiba Dagram      | Ryōsuke Takahashi Takeyuki Kanda | 23 de octubre de 1981        | 25 de marzo de 1983         | 75   | Estudio 1 | Historia original.                                                                                   | [ 14 ] [ 15 ] |
| 1982 | Sentō Mecha Xabungle      | Yoshiyuki Tomino                 | 6 de febrero de 1982         | 29 de enero de 1983         | 50   | Estudio 2 | Historia original.                                                                                   | [ 14 ] [ 15 ] |
| 1983 | Seisenshi Dunbine         | Yoshiyuki Tomino                 | 5 de febrero de 1983         | 21 de enero de 1984         | 49   | Estudio 2 | Historia original.                                                                                   | [ 14 ] [ 15 ] |
| 1983 | Armored Trooper VOTOMS    | Ryōsuke Takahashi                | 1 de abril de 1983           | 23 de marzo de 1984         | 52   | Estudio 1 | Historia original.                                                                                   | [ 14 ] [ 15 ] |
| 1983 | Ginga Hyōryū Vifam        | Takeyuki Kanda                   | 21 de octubre de 1983        | 21 de septiembre de 1984    | 46   | Estudio 3 | Basada en la novela Dos años de vacaciones de Julio Verne.                                           | [ 14 ] [ 15 ] |
| 1984 | Jūsenki L-Gaim            | Yoshiyuki Tomino                 | 4 de febrero de 1984         | 23 de febrero de 1985       | 54   | Estudio 2 | Historia original.                                                                                   | [ 14 ] [ 15 ] |
| 1984 | Giant Gorg                | Yoshikazu Yasuhiko               | 5 de abril de 1984           | 27 de septiembre de 1984    | 26   | Estudio 4 | Historia original.                                                                                   | [ 14 ] [ 15 ] |
| 1984 | Chōriki Robo Galatt       | Tetsurō Amino Takeyuki Kanda     | 5 de octubre de 1984         | 5 de abril de 1985          | 25   | Estudio 3 | Historia original.                                                                                   | [ 14 ] [ 15 ] |
| 1984 | Kikō Kai Galient          | Ryōsuke Takahashi                | 5 de octubre de 1984         | 29 de marzo de 1985         | 25   | Estudio 1 | Historia original.                                                                                   | [ 14 ] [ 15 ] |
| 1985 | Mobile Suit Zeta Gundam   | Yoshiyuki Tomino                 | 2 de marzo de 1985           | 22 de febrero de 1986       | 50   | Estudio 2 | Segunda entrega de la franquicia de Gundam.                                                          | [ 14 ] [ 15 ] |
| 1985 | Dirty Pair                | Norio Kashima Toshifumi Takizawa | 15 de julio de 1985          | 26 de diciembre de 1985     | 24   | Estudio 4 | Adaptación de las novelas ligeras escritas por Haruka Takachiho e ilustradas por Yoshikazu Yasuhiko. | [ 14 ] [ 15 ] |
| 1985 | Aoki Ryūsei SPT Layzner   | Ryōsuke Takahashi                | 3 de octubre de 1985         | 26 de junio de 1986         | 38   | Estudio 3 | Historia original.                                                                                   | [ 14 ] [ 15 ] |
| 1986 | Mobile Suit Gundam ZZ     | Yoshiyuki Tomino                 | 1 de marzo de 1986           | 31 de enero de 1987         | 47   | Estudio 2 | Tercera entrega de la franquicia de Gundam.                                                          | [ 14 ] [ 15 ] |
| 1987 | Kikō Senki Dragonar       | Takeyuki Kanda                   | 7 de febrero de 1987         | 30 de enero de 1988         | 48   | Estudio 7 | Historia original.                                                                                   | [ 14 ] [ 15 ] |
| 1987 | City Hunter               | Kenji Kodama                     | 6 de abril de 1987           | 28 de marzo de 1988         | 51   | Estudio 3 | Adaptación del manga escrito e ilustrado por Tsukasa Hōjō.                                           | [ 14 ] [ 15 ] |
| 1987 | Mister Ajikko             | Yasuhiro Imagawa                 | 8 de octubre de 1987         | 28 de septiembre de 1989    | 99   | Estudio 7 | Adaptación del manga escrito e ilustrado por Daisuke Terasawa.                                       | [ 14 ] [ 15 ] |
| 1988 | City Hunter 2             | Kenji Kodama                     | 2 de abril de 1988           | 14 de julio de 1989         | 63   | Estudio 3 | Secuela de City Hunter.                                                                              | [ 14 ] [ 15 ] |
| 1988 | Mashin Eiyūden Wataru     | Shūji Iuchi                      | 15 de abril de 1988          | 31 de marzo de 1989         | 45   | Estudio 7 | Historia original.                                                                                   | [ 14 ] [ 15 ] |
| 1988 | Yoroiden Samurai Troopers | Mamoru Hamatsu Masashi Ikeda     | 30 de abril de 1988          | 4 de marzo de 1989          | 39   | Estudio 2 | Historia original.                                                                                   | [ 14 ] [ 15 ] |
| 1989 | Jūshin Liger              | Norio Kashima                    | 11 de marzo de 1989          | 27 de enero de 1990         | 43   | Estudio 2 | Historia original.                                                                                   | [ 14 ] [ 15 ] |
| 1989 | Madō King Granzort        | Shūji Iuchi                      | 7 de abril de 1989           | 2 de marzo de 1990          | 41   | Estudio 7 | Historia original.                                                                                   | [ 14 ] [ 15 ] |
| 1989 | Mobile Police Patlabor    | Naoyuki Yoshinaga                | 11 de octubre de 1989        | 26 de septiembre de 1990    | 47   | Estudio 1 | Historia original.                                                                                   | [ 14 ] [ 15 ] |
| 1989 | City Hunter 3             | Kenji Kodama                     | 15 de octubre de 1989        | 21 de enero de 1990         | 13   | Estudio 3 | Secuela de City Hunter 2.                                                                            | [ 14 ] [ 15 ] |

#### 1990s
| Año  | Título                     | Director(es)                       | Fecha de primera transmisión | Fecha de última transmisión | Eps. | Estudio      | Notas                                                                                       | Refs.         |
| ---- | -------------------------- | ---------------------------------- | ---------------------------- | --------------------------- | ---- | ------------ | ------------------------------------------------------------------------------------------- | ------------- |
| 1990 | Yūsha Exkaiser             | Katsuyoshi Yatabe                  | 3 de febrero de 1990         | 26 de enero de 1991         | 48   | Estudio 7    | Historia original.                                                                          | [ 14 ] [ 15 ] |
| 1990 | Mashin Eiyūden Wataru 2    | Shūji Iuchi                        | 9 de marzo de 1990           | 8 de marzo de 1991          | 46   | Estudio 7    | Secuela de Mashin Eiyūden Wataru.                                                           | [ 14 ] [ 15 ] |
| 1991 | Taiyō no Yūsha Fighbird    | Katsuyoshi Yatabe                  | 2 de febrero de 1991         | 1 de febrero de 1992        | 48   | Estudio 7    | Historia original.                                                                          | [ 14 ] [ 15 ] |
| 1991 | Future GPX Cyber Formula   | Mitsuo Fukuda                      | 15 de marzo de 1991          | 20 de diciembre de 1991     | 37   | Estudio 7    | Historia original.                                                                          | [ 14 ] [ 15 ] |
| 1991 | Zettai Muteki Raijin-Oh    | Toshifumi Kawase                   | 3 de abril de 1991           | 25 de marzo de 1992         | 51   | Estudio 5    | Historia original.                                                                          | [ 14 ] [ 15 ] |
| 1991 | Kikō Keisatsu Metal Jack   | Hiroshi Matsuzono Kiyoshi Egami    | 8 de abril de 1991           | 23 de diciembre de 1991     | 37   | Estudio 7    | Historia original.                                                                          | [ 14 ] [ 15 ] |
| 1991 | City Hunter '91            | Kiyoshi Egami                      | 28 de abril de 1991          | 10 de octubre de 1991       | 13   | Estudio 3    | Secuela de City Hunter 3.                                                                   | [ 14 ] [ 15 ] |
| 1992 | Mama wa Shōgaku 4 Nensei   | Shūji Iuchi                        | 10 de enero de 1992          | 25 de diciembre de 1992     | 51   | Estudio 2    | Historia original.                                                                          | [ 14 ] [ 15 ] |
| 1992 | Densetsu no Yūsha da Garn  | Shinji Takamatsu Katsuyoshi Yatabe | 8 de febrero de 1992         | 23 de enero de 1993         | 46   | Estudio 7    | Historia original.                                                                          | [ 14 ] [ 15 ] |
| 1992 | Genki Bakuhatsu Ganbaruger | Toshifumi Kawase                   | 1 de abril de 1992           | 24 de febrero de 1993       | 47   | Estudio 5    | Historia original.                                                                          | [ 14 ] [ 15 ] |
| 1993 | Yūsha Tokkyū Might Gaine   | Shinji Takamatsu                   | 30 de enero de 1993          | 24 de enero de 1994         | 47   | Estudio 7    | Historia original.                                                                          | [ 14 ] [ 15 ] |
| 1993 | Nekketsu Saikyō Go-Saurer  | Toshifumi Kawase                   | 3 de marzo de 1993           | 23 de febrero de 1994       | 51   | Estudio 5    | Historia original.                                                                          | [ 14 ] [ 15 ] |
| 1993 | Mobile Suit Victory Gundam | Yoshiyuki Tomino                   | 2 de abril de 1993           | 25 de marzo de 1994         | 51   | Estudio 2    | Cuarta entrega de la franquicia de Gundam.                                                  | [ 14 ] [ 15 ] |
| 1993 | Shippū! Iron Leaguer       | Tetsurō Amino                      | 6 de abril de 1993           | 29 de marzo de 1994         | 52   | Estudio 3    | Historia original.                                                                          | [ 14 ] [ 15 ] |
| 1994 | Yūsha Keisatsu J-Decker    | Shinji Takamatsu                   | 5 de febrero de 1994         | 28 de enero de 1995         | 48   | Estudio 7    | Historia original.                                                                          | [ 14 ] [ 15 ] |
| 1994 | Mobile Fighter G Gundam    | Yasuhiro Imagawa                   | 1 de abril de 1994           | 31 de marzo de 1995         | 49   | Estudio 1    | Quinta entrega de la franquicia de Gundam.                                                  | [ 14 ] [ 15 ] |
| 1994 | Haō Taikei Ryū Knight      | Toshifumi Kawase                   | 5 de abril de 1994           | 28 de marzo de 1995         | 52   | Estudio 1    | Adaptación del manga escrito e ilustrado por Takehiko Itō.                                  | [ 14 ] [ 15 ] |
| 1995 | Ōgon Yūsha Goldran         | Shinji Takamatsu                   | 4 de febrero de 1995         | 27 de enero de 1996         | 48   | Estudio 7    | Historia original.                                                                          | [ 14 ] [ 15 ] |
| 1995 | Jūsenshi Gulkeeva          | Masamitsu Hidaka                   | 4 de abril de 1995           | 26 de septiembre de 1995    | 26   | Estudio 3    | Historia original.                                                                          | [ 14 ] [ 15 ] |
| 1995 | Mobile Suit Gundam Wing    | Masashi Ikeda Shinji Takamatsu     | 7 de abril de 1995           | 29 de marzo de 1996         | 49   | Estudio 1    | Sexta entrega de la franquicia de Gundam.                                                   | [ 14 ] [ 15 ] |
| 1996 | Yūsha Shirei Dagwon        | Tomomi Mochizuki                   | 3 de febrero de 1996         | 25 de enero de 1997         | 48   | Estudio 7    | Historia original.                                                                          | [ 14 ] [ 15 ] |
| 1996 | Tenkū no Escaflowne        | Kazuki Akane                       | 2 de abril de 1996           | 24 de septiembre de 1996    | 26   | Estudio 3    | Historia original.                                                                          | [ 14 ] [ 15 ] |
| 1996 | After War Gundam X         | Shinji Takamatsu                   | 5 de abril de 1996           | 28 de diciembre de 1996     | 39   | Estudio 1    | Séptima entrega de la franquicia de Gundam.                                                 | [ 14 ] [ 15 ] |
| 1996 | Ganbarist! Shun            | Hajime Kamegaki                    | 1 de julio de 1996           | 10 de marzo de 1997         | 30   | Estudio 5    | Adaptación del manga escrito por Shinji Morisue e ilustrado por Hiroyuki Kikuta.            | [ 14 ] [ 15 ] |
| 1996 | Chōja Raideen              | Toshifumi Kawase                   | 2 de octubre de 1996         | 25 de junio de 1997         | 38   | Estudio 8    | Historia original.                                                                          | [ 14 ] [ 15 ] |
| 1997 | Yūsha-Ō GaoGaiGar          | Yoshitomo Yonetani                 | 1 de febrero de 1997         | 31 de enero de 1998         | 49   | Estudio 7    | Historia original.                                                                          | [ 14 ] [ 15 ] |
| 1997 | Chō Mashin Eiyūden Wataru  | Shūji Iuchi                        | 2 de octubre de 1997         | 24 de septiembre de 1998    | 51   | Estudio 6    | Historia original.                                                                          | [ 14 ] [ 15 ] |
| 1998 | Seihō Bukyō Outlaw Star    | Mitsuru Hongo                      | 9 de enero de 1998           | 26 de junio de 1998         | 24   | Estudio 10   | Historia original.                                                                          | [ 14 ] [ 15 ] |
| 1998 | Ginga Hyōryū Vifam 13      | Toshifumi Kawase                   | 21 de marzo de 1998          | 3 de octubre de 1998        | 26   | Vifam Studio | Historia original.                                                                          | [ 14 ] [ 15 ] |
| 1998 | Cowboy Bebop               | Shin'ichirō Watanabe               | 3 de abril de 1998           | 24 de abril de 1999         | 26   | Estudio 2    | Historia original.                                                                          | [ 14 ] [ 15 ] |
| 1998 | Brain Powerd               | Yoshiyuki Tomino                   | 8 de abril de 1998           | 11 de noviembre de 1998     | 26   | Estudio 1    | Historia original.                                                                          | [ 14 ] [ 15 ] |
| 1998 | Sentimental Journey        | Kazuyoshi Katayama                 | 8 de abril de 1998           | 1 de julio de 1998          | 12   | Estudio 6    | Adaptación de la novela visual desarrollada por NEC Interchannel.                           | [ 14 ] [ 15 ] |
| 1998 | DT Eightron                | Tetsurō Amino                      | 18 de abril de 1998          | 6 de noviembre de 1998      | 26   | Estudio 5    | Historia original.                                                                          | [ 14 ] [ 15 ] |
| 1998 | Gasaraki                   | Ryōsuke Takahashi                  | 4 de octubre de 1998         | 28 de marzo de 1999         | 25   | Estudio 9    | Historia original.                                                                          | [ 14 ] [ 15 ] |
| 1999 | Seikai no Monshō           | Yasuchika Nagaoka                  | 3 de enero de 1999           | 28 de marzo de 1999         | 13   | Estudio 5    | Adaptación de la novela ligera escrita por Hiroyuki Morioka e ilustradas por Toshihiro Ono. | [ 14 ] [ 15 ] |
| 1999 | Betterman                  | Yoshitomo Yonetani                 | 2 de abril de 1999           | 1 de octubre de 1999        | 26   | Estudio 7    | Historia original.                                                                          | [ 14 ] [ 15 ] |
| 1999 | Aesop World                | Mitsuo Kobayashi                   | 5 de abril de 1999           | 31 de diciembre de 1999     | 26   | Aesop Studio | Historia original.                                                                          | [ 14 ] [ 15 ] |
| 1999 | Seihō Tenshi Angel Links   | Yūji Yamaguchi                     | 7 de abril de 1999           | 30 de junio de 1999         | 13   | Estudio 10   | Historia original.                                                                          | [ 14 ] [ 15 ] |
| 1999 | Turn A Gundam              | Yoshiyuki Tomino                   | 9 de abril de 1999           | 14 de abril de 2000         | 50   | Estudio 1    | Octava entrega de la franquicia de Gundam.                                                  | [ 14 ] [ 15 ] |
| 1999 | Seraphim Call              | Tomomi Mochizuki                   | 6 de octubre de 1999         | 22 de diciembre de 1999     | 12   | Estudio 8    | Historia original.                                                                          | [ 14 ] [ 15 ] |
| 1999 | Mugen no Ryvius            | Gorō Taniguchi                     | 6 de octubre de 1999         | 29 de marzo de 2000         | 26   | Estudio 9    | Historia original.                                                                          | [ 14 ] [ 15 ] |
| 1999 | The Big O                  | Kazuyoshi Katayama                 | 13 de octubre de 1999        | 27 de marzo de 2003         | 26   | Estudio 6    | Historia original.                                                                          | [ 14 ] [ 15 ] |

#### 2000s
| Año  | Título                                           | Director(es)                                 | Fecha de primera transmisión | Fecha de última transmisión | Eps. | Estudio       | Notas | Refs.         |
| ---- | ------------------------------------------------ | -------------------------------------------- | ---------------------------- | --------------------------- | ---- | ------------- | --- | ------------- |
| 2000 | Nyani ga Nyandā Nyandā Kamen                     | Tsutomu Shibayama Tomoko Iwasaki             | 6 de febrero de 2000         | 30 de septiembre de 2001    | 83   | Estudio 8     | Historia original.                                                                                           | [ 14 ] [ 15 ] |
| 2000 | Seikai no Senki                                  | Yasuchika Nagaoka                            | 14 de abril de 2000          | 14 de julio de 2000         | 13   | Estudio 5     | Secuela de Seikai no Monshō.                                                                                 | [ 14 ] [ 15 ] |
| 2000 | Brigadoon: Marin to Melan                        | Yoshitomo Yonetani                           | 21 de julio de 2000          | 9 de febrero de 2001        | 26   | Estudio 7     | Historia original.                                                                                           | [ 14 ] [ 15 ] |
| 2000 | Gear Fighter Dendoh                              | Mitsuo Fukuda                                | 4 de octubre de 2000         | 27 de junio de 2001         | 38   | Estudio 10    | Historia original.                                                                                           | [ 14 ] [ 15 ] |
| 2000 | Argento Soma                                     | Kazuyoshi Katayama                           | 6 de octubre de 2000         | 22 de marzo de 2001         | 25   | Estudio 9     | Historia original.                                                                                           | [ 14 ] [ 15 ] |
| 2000 | InuYasha                                         | Masashi Ikeda Yasunao Aoki                   | 16 de octubre de 2000        | 13 de septiembre de 2004    | 167  | Estudio 1     | Adaptación del manga escrito e ilustrado por Rumiko Takahashi.                                               | [ 14 ] [ 15 ] |
| 2001 | Zone of the Enders: Dolores, I                   | Tetsuya Watanabe                             | 7 de abril de 2001           | 29 de septiembre de 2001    | 26   | Estudio 6     | Basada en la franquicia Zone of the Enders.                                                                  | [ 14 ] [ 15 ] |
| 2001 | S-cry-ed                                         | Gorō Taniguchi Rion Kujō                     | 4 de julio de 2001           | 26 de diciembre de 2001     | 26   | Estudio 4     | Historia original.                                                                                           | [ 14 ] [ 15 ] |
| 2001 | Seikai no Senki II                               | Yasuchika Nagaoka                            | 11 de julio de 2001          | 26 de septiembre de 2001    | 10   | Estudio 5     | Secuela de Seikai no Senki.                                                                                  | [ 14 ] [ 15 ] |
| 2001 | Gekitō! Crush Gear Turbo                         | Shūji Iuchi                                  | 7 de octubre de 2001         | 26 de enero de 2003         | 68   | Estudio 10    | Historia original.                                                                                           | [ 14 ] [ 15 ] |
| 2002 | Witch Hunter Robin                               | Shūkō Murase                                 | 3 de julio de 2002           | 25 de diciembre de 2002     | 26   | Estudio 7     | Historia original.                                                                                           | [ 14 ] [ 15 ] |
| 2002 | Overman King Gainer                              | Yoshiyuki Tomino                             | 7 de septiembre de 2002      | 22 de marzo de 2003         | 26   | Estudio 4     | Historia original.                                                                                           | [ 14 ] [ 15 ] |
| 2002 | Mobile Suit Gundam SEED                          | Mitsuo Fukuda                                | 5 de octubre de 2002         | 27 de septiembre de 2003    | 50   | Estudio 9     | Novena entrega de la franquicia de Gundam.                                                                   | [ 14 ] [ 15 ] |
| 2003 | Shutsugeki! Machine Robo Rescue                  | Mamoru Kanbe                                 | 8 de enero de 2003           | 3 de enero de 2004          | 53   | Sunrise D.I.D | Historia original.                                                                                           | [ 14 ] [ 15 ] |
| 2003 | Crush Gear Nitro                                 | Hideharu Iuchi                               | 2 de febrero de 2003         | 25 de enero de 2004         | 50   | Estudio 10    | Spinoff de Gekitō! Crush Gear Turbo.                                                                         | [ 14 ] [ 15 ] |
| 2003 | Mugen Senki Portriss                             | Akira Shigino Jongsik Nam                    | 5 de abril de 2003           | 27 de marzo de 2004         | 52   | Estudio 8     | Historia original.                                                                                           | [ 14 ] [ 15 ] |
| 2003 | Planetes                                         | Gorō Taniguchi                               | 4 de octubre de 2003         | 17 de abril de 2004         | 26   | Estudio 4     | Adaptación del manga escrito e ilustrado por Makoto Yukimura.                                                | [ 14 ] [ 15 ] |
| 2004 | Superior Defender Gundam Force                   | Yūichi Abe                                   | 7 de enero de 2004           | 29 de diciembre de 2004     | 52   | Sunrise D.I.D | Historia original.                                                                                           | [ 14 ] [ 15 ] |
| 2004 | Sargento Keroro                                  | Jun'ichi Satō Nobuhiro Kondō Yūsuke Yamamoto | 3 de abril de 2004           | 4 de abril de 2011          | 358  | Estudio 6     | Adaptación del manga escrito e ilustrado por Mine Yoshizaki.                                                 | [ 14 ] [ 15 ] |
| 2004 | Mai-HiME                                         | Masakazu Obara                               | 1 de octubre de 2004         | 1 de abril de 2005          | 26   | Estudio 8     | Historia original.                                                                                           | [ 14 ] [ 15 ] |
| 2004 | Mobile Suit Gundam SEED Destiny                  | Mitsuo Fukuda                                | 9 de octubre de 2004         | 1 de octubre de 2005        | 50   | Estudio 3     | Secuela de Mobile Suit Gundam SEED.                                                                          | [ 14 ] [ 15 ] |
| 2004 | Yakitate!! Japan                                 | Yasunao Aoki                                 | 12 de octubre de 2004        | 14 de marzo de 2006         | 69   | Estudio 1     | Adaptación del manga escrito e ilustrado por Takashi Hashiguchi.                                             | [ 14 ] [ 15 ] |
| 2004 | Onmyō Taisenki                                   | Masakazu Hishida                             | 30 de noviembre de 2004      | 29 de septiembre de 2005    | 52   | Estudio 10    | Adaptación del manga escrito por Yoshihiko Tomizawa e ilustrado por Hiroyuki Kaidō.                          | [ 14 ] [ 15 ] |
| 2005 | Yūsha-Ō GaoGaiGar Final Grand Glorious Gathering | Yoshitomo Yonetani                           | 11 de abril de 2005          | 27 de junio de 2005         | 12   | Estudio 7     | Secuela de Yūsha-Ō GaoGaiGar.                                                                                | [ 14 ] [ 15 ] |
| 2005 | Cluster Edge                                     | Hitoyuki Matsui Masashi Ikeda                | 5 de octubre de 2005         | 29 de marzo de 2006         | 25   | Estudio 1     | Historia original.                                                                                           | [ 14 ] [ 15 ] |
| 2005 | Mai-Otome                                        | Masakazu Obara                               | 7 de octubre de 2005         | 31 de marzo de 2006         | 26   | Estudio 8     | Historia original.                                                                                           | [ 14 ] [ 15 ] |
| 2006 | Gintama                                          | Shinji Takamatsu Yōichi Fujita               | 4 de abril de 2006           | 25 de marzo de 2010         | 201  | Estudio 5     | Adaptación del manga escrito e ilustrado por Hideaki Sorachi.                                                | [ 14 ] [ 15 ] |
| 2006 | Zegapain                                         | Masami Shimoda                               | 6 de abril de 2006           | 28 de septiembre de 2006    | 26   | Estudio 9     | Historia original.                                                                                           | [ 14 ] [ 15 ] |
| 2006 | Code Geass: Hangyaku no Lelouch                  | Gorō Taniguchi                               | 6 de octubre de 2006         | 29 de julio de 2007         | 25   | Estudio 4     | Historia original.                                                                                           | [ 14 ] [ 15 ] |
| 2006 | Kekkaishi                                        | Kenji Kodama                                 | 16 de octubre de 2006        | 5 de febrero de 2008        | 52   | Estudio 1     | Adaptación del manga escrito e ilustrado por Yellow Tanabe.                                                  | [ 14 ] [ 15 ] |
| 2007 | Kodai Ōja Kyōryū King                            | Katsuyoshi Yatabe                            | 4 de febrero de 2007         | 27 de enero de 2008         | 49   | Estudio 10    | Adaptación del videojuego desarrollado por Sega.                                                             | [ 14 ] [ 15 ] |
| 2007 | Idolmaster: Xenoglossia                          | Tatsuyuki Nagai                              | 3 de abril de 2007           | 25 de septiembre de 2007    | 26   | Estudio 8     | Basada en la saga de juegos de Namco Bandai Games The Idolmaster.                                            | [ 14 ] [ 15 ] |
| 2007 | Mobile Suit Gundam 00                            | Seiji Mizushima                              | 6 de octubre de 2007         | 29 de marzo de 2008         | 25   | Estudio 3     | Undécima entrega de la franquicia de Gundam.                                                                 | [ 14 ] [ 15 ] |
| 2008 | Kodai Ōja Kyōryū King                            | Katsuyoshi Yatabe                            | 3 de febrero de 2008         | 31 de agosto de 2008        | 30   | Estudio 10    | Secuela de Kodai Ōja Kyōryū King.                                                                            | [ 14 ] [ 15 ] |
| 2008 | Code Geass: Hangyaku no Lelouch R2               | Gorō Taniguchi                               | 6 de abril de 2008           | 28 de septiembre de 2008    | 25   | Estudio 4     | Secuela de Code Geass: Hangyaku no Lelouch.                                                                  | [ 14 ] [ 15 ] |
| 2008 | Battle Spirits: Shōnen Toppa Bashin              | Mitsuru Hongo                                | 7 de septiembre de 2008      | 6 de septiembre de 2009     | 50   | Estudio 9     | Historia original.                                                                                           | [ 14 ] [ 15 ] |
| 2008 | Tales of the Abyss                               | Kenji Kodama                                 | 3 de octubre de 2008         | 27 de marzo de 2009         | 26   | Estudio 1     | Adaptación del videojuego desarrollado por Namco Tales Studio.                                               | [ 14 ] [ 15 ] |
| 2008 | Mobile Suit Gundam 00 Second Season              | Seiji Mizushima                              | 5 de octubre de 2008         | 29 de marzo de 2009         | 25   | Estudio 3     | Secuela de Mobile Suit Gundam 00.                                                                            | [ 14 ] [ 15 ] |
| 2009 | Sora o Kakeru Shōjo                              | Masakazu Obara                               | 6 de enero de 2009           | 30 de junio de 2009         | 26   | Estudio 8     | Historia original.                                                                                           | [ 14 ] [ 15 ] |
| 2009 | Kurokami The Animation                           | Tsuneo Kobayashi                             | 9 de enero de 2009           | 19 de junio de 2009         | 23   | Estudio 11    | Adaptación del manga escrito por Lim Dall-Young e ilustrado por Park Sung-Woo.                               | [ 14 ] [ 15 ] |
| 2009 | Battle Spirits: Shōnen Gekiha Dan                | Akira Nishimori                              | 13 de septiembre de 2009     | 5 de septiembre de 2010     | 50   | Estudio 9     | Historia original.                                                                                           | [ 14 ] [ 15 ] |
| 2009 | InuYasha: Kanketsu-hen                           | Yasunao Aoki                                 | 4 de octubre de 2009         | 30 de marzo de 2010         | 26   | Estudio 1     | Secuela de InuYasha.                                                                                         | [ 14 ] [ 15 ] |
| 2009 | Hipira-kun                                       | Shinji Kimura                                | 21 de diciembre de 2009      | 25 de diciembre de 2009     | 10   | —             | Adaptación de un libro de cuentos de estilo manga escrito por Katsuhiro Otomo e ilustrado por Shinji Kimura. | [ 14 ] [ 15 ] |

#### 2010s
| Año  | Título                                            | Director(es)                    | Fecha de primera transmisión | Fecha de última transmisión | Eps. | Estudio               | Notas                                                                                            | Refs.         |
| ---- | ------------------------------------------------- | ------------------------------- | ---------------------------- | --------------------------- | ---- | --------------------- | ------------------------------------------------------------------------------------------------ | ------------- |
| 2010 | SD Gundam Sangokuden Brave Battle Warriors        | Kenichi Suzuki Kunihiro Mori    | 3 de abril de 2010           | 19 de marzo de 2011         | 51   | Nerima Studio         | Un recuento del Romance de los Tres Reinos usando SD Gundams.                                    | [ 14 ] [ 15 ] |
| 2010 | Battle Spirits: Brave                             | Akira Nishimori                 | 12 de septiembre de 2010     | 11 de septiembre de 2011    | 50   | Estudio 9             | Secuela de Battle Spirits: Shōnen Gekiha Dan.                                                    | [ 14 ] [ 15 ] |
| 2011 | Tiger & Bunny                                     | Keiichi Satō                    | 3 de abril de 2011           | 18 de septiembre de 2011    | 25   | Estudio 6             | Historia original.                                                                               | [ 14 ] [ 15 ] |
| 2011 | Gintama'                                          | Yōichi Fujita                   | 4 de abril de 2011           | 26 de marzo de 2012         | 51   | Estudio 5             | Secuela de Gintama.                                                                              | [ 14 ] [ 15 ] |
| 2011 | Sacred Seven                                      | Yoshimitsu Ohashi               | 3 de julio de 2011           | 19 de septiembre de 2011    | 12   | Estudio 7             | Historia original.                                                                               | [ 14 ] [ 15 ] |
| 2011 | Kyōkai Senjō no Horizon                           | Manabu Ono                      | 1 de octubre de 2011         | 24 de diciembre de 2011     | 13   | Estudio 8             | Adaptación de las novelas ligera escritas por Kawakami Minoru e ilustradas por Satoyasu Matsuri. | [ 14 ] [ 15 ] |
| 2011 | Phi Brain: Kami no Puzzle                         | Junichi Sato                    | 2 de octubre de 2011         | 1 de abril de 2012          | 25   | Estudio 10            | Historia original.                                                                               | [ 14 ] [ 15 ] |
| 2012 | Danshi Kōkōsei no Nichijō                         | Shinji Takamatsu                | 9 de enero de 2012           | 26 de marzo de 2012         | 12   | Estudio 9             | Adaptación del manga escrito e ilustrado por Yasunobu Yamauchi.                                  | [ 14 ] [ 15 ] |
| 2012 | Accel World                                       | Masakazu Obara                  | 6 de abril de 2012           | 21 de septiembre de 2012    | 24   | Estudio 8             | Adaptación de las novelas ligera escritas por Reki Kawahara e ilustradas por HiMA.               | [ 14 ] [ 15 ] |
| 2012 | Phi Brain: Kami no Puzzle Season 2                | Junichi Sato                    | 8 de abril de 2012           | 23 de septiembre de 2012    | 25   | Estudio 10            | Secuela de Phi Brain: Kami no Puzzle.                                                            | [ 14 ] [ 15 ] |
| 2012 | Binbogami ga!                                     | Tomoyuki Kawamura Yoichi Fujita | 5 de julio de 2012           | 27 de septiembre de 2012    | 13   | Estudio 9             | Adaptación del manga escrito e ilustrado por Yoshiaki Sukeno.                                    | [ 14 ] [ 15 ] |
| 2012 | Kyōkai Senjō no Horizon Season 2                  | Manabu Ono                      | 7 de julio de 2012           | 28 de septiembre de 2012    | 13   | Estudio 8             | Secuela de Kyōkai Senjō no Horizon.                                                              | [ 14 ] [ 15 ] |
| 2012 | Gintama': Enchōsen                                | Yōichi Fujita                   | 4 de octubre de 2012         | 28 de marzo de 2013         | 13   | Estudio 5             | Secuela de Gintama'.                                                                             | [ 14 ] [ 15 ] |
| 2012 | Aikatsu!                                          | Ryūichi Kimura                  | 8 de octubre de 2012         | 31 de marzo de 2016         | 178  | Estudio 9 y Estudio 5 | Adaptación del videojuego homónimo.                                                              | [ 14 ] [ 15 ] |
| 2013 | Love Live! School Idol Project                    | Takahiko Kyōgoku                | 6 de enero de 2013           | 31 de marzo de 2013         | 13   | Estudio 8             | Primera entrega de la franquicia de Love Live!.                                                  | [ 14 ] [ 15 ] |
| 2013 | Kakumeiki Valvrave                                | Kō Matsuo                       | 12 de abril de 2013          | 28 de junio de 2013         | 12   | Nerima Studio         | Historia original.                                                                               | [ 14 ] [ 15 ] |
| 2013 | Battle Spirits: Saikyou Ginga Ultimate Zero       | Masaki Watanabe                 | 22 de septiembre de 2013     | 21 de septiembre de 2014    | 48   | Estudio 9             | Historia original.                                                                               | [ 14 ] [ 15 ] |
| 2013 | Phi Brain: Kami no Puzzle Season 3                | Junichi Sato                    | 6 de octubre de 2013         | 23 de marzo de 2014         | 25   | Estudio 10            | Secuela de Phi Brain: Kami no Puzzle Season 2.                                                   | [ 14 ] [ 15 ] |
| 2013 | Gundam Build Fighters                             | Kenji Nagasaki                  | 7 de octubre de 2013         | 31 de marzo de 2014         | 25   | Estudio 3             | Decimosegunda entrega de la franquicia de Gundam.                                                | [ 14 ] [ 15 ] |
| 2013 | Kakumeiki Valvrave Part 2                         | Kō Matsuo                       | 10 de octubre de 2013        | 26 de diciembre de 2013     | 12   | Nerima Studio         | Secuela de Kakumeiki Valvrave.                                                                   | [ 14 ] [ 15 ] |
| 2014 | Buddy Complex                                     | Yasuhiro Tanabe                 | 5 de enero de 2014           | 30 de marzo de 2014         | 13   | Estudio 8             | Historia original.                                                                               | [ 14 ] [ 15 ] |
| 2014 | Keroro                                            | Haruki Kasugamori               | 22 de marzo de 2014          | 6 de septiembre de 2014     | 23   | Estudio 6             | Adaptación del manga escrito e ilustrado por Mine Yoshizaki.                                     | [ 14 ] [ 15 ] |
| 2014 | Love Live! School Idol Project Season 2           | Takahiko Kyōgoku                | 6 de abril de 2014           | 29 de junio de 2014         | 13   | Estudio 8             | Secuela de Love Live! School Idol Project.                                                       | [ 14 ] [ 15 ] |
| 2014 | Mobile Suit Gundam-san                            | Haruki Kasugamori               | 6 de julio de 2014           | 28 de septiembre de 2014    | 13   | Estudio 6             | Spin-off de la franquicia de Gundam.                                                             | [ 14 ] [ 15 ] |
| 2014 | Tribe Cool Crew                                   | Masaya Fujimori                 | 28 de septiembre de 2014     | 4 de octubre de 2015        | 50   | —                     | Historia original.                                                                               | [ 14 ] [ 15 ] |
| 2014 | Gundam Reconguista in G                           | Yoshiyuki Tomino                | 2 de octubre de 2014         | 26 de marzo de 2015         | 26   | Estudio 1             | Decimotercera entrega de la franquicia de Gundam.                                                | [ 14 ] [ 15 ] |
| 2014 | Cross Ange: Tenshi to Ryū no Rondo                | Yoshiharu Ashino                | 4 de octubre de 2014         | 28 de marzo de 2015         | 25   | Nerima Studio         | Historia original.                                                                               | [ 14 ] [ 15 ] |
| 2014 | Gundam Build Fighters Try                         | Yoshiyuki Tomino                | 8 de octubre de 2014         | 1 de abril de 2015          | 25   | Estudio 3             | Secuela de Gundam Build Fighters.                                                                | [ 14 ] [ 15 ] |
| 2015 | Gintama°                                          | Chizuru Miyawaki                | 8 de abril de 2015           | 30 de marzo de 2016         | 51   | Estudio 5             | Secuela de Gintama': Enchōsen'.                                                                  | [ 14 ] [ 15 ] |
| 2015 | Mobile Suit Gundam: Iron-Blooded Orphans          | Tatsuyuki Nagai                 | 4 de octubre de 2015         | 27 de marzo de 2016         | 25   | Estudio 3             | Decimocuarta entrega de la franquicia de Gundam.                                                 | [ 14 ] [ 15 ] |
| 2016 | Mobile Suit Gundam Unicorn RE:0096                | Chizuru Miyawaki                | 3 de abril de 2016           | 11 de septiembre de 2016    | 22   | —                     | Spin-off de la franquicia de Gundam.                                                             | [ 14 ] [ 15 ] |
| 2016 | Love Live! Sunshine!!                             | Kazuo Sakai                     | 2 de julio de 2016           | 24 de septiembre de 2016    | 13   | Estudio 8             | Segunda entrega de la franquicia de Love Live!.                                                  | [ 14 ] [ 15 ] |
| 2016 | Mobile Suit Gundam: Iron-Blooded Orphans Season 2 | Tatsuyuki Nagai                 | 2 de octubre de 2016         | 2 de abril de 2017          | 25   | Estudio 3             | Secuela de Mobile Suit Gundam: Iron-Blooded Orphans'.                                            | [ 14 ] [ 15 ] |
| 2016 | Magic-kyun Renaissance                            | Mitsue Yamazaki                 | 2 de octubre de 2016         | 25 de diciembre de 2016     | 13   | Estudio 8             | Adaptación del videojuego homónimo.                                                              | [ 14 ] [ 15 ] |
| 2016 | ClassicaLoid                                      | Yoichi Fujita                   | 8 de octubre de 2016         | 1 de abril de 2017          | 25   | Estudio 5             | Historia original.                                                                               | [ 14 ] [ 15 ] |
| 2017 | Gintama.                                          | Chizuru Miyawaki                | 8 de enero de 2017           | 26 de marzo de 2017         | 12   | Estudio 5             | Secuela de Gintama°.                                                                             | [ 14 ] [ 15 ] |
| 2017 | Gintama. Porori-hen                               | Chizuru Miyawaki                | 1 de octubre de 2017         | 24 de diciembre de 2017     | 12   | Estudio 5             | Secuela de Gintama..                                                                             | [ 14 ] [ 15 ] |
| 2017 | Love Live! Sunshine!! Season 2                    | Kazuo Sakai                     | 7 de octubre de 2017         | 30 de diciembre de 2017     | 13   | Estudio 8             | Secuela de Love Live! Sunshine!!.                                                                | [ 14 ] [ 15 ] |
| 2017 | ClassicaLoid Season 2                             | Yoichi Fujita                   | 7 de octubre de 2017         | 24 de marzo de 2018         | 25   | Estudio 5             | Secuela de ClassicaLoid.                                                                         | [ 14 ] [ 15 ] |
| 2018 | Gintama. Shirogane no Tamashii-hen                | Chizuru Miyawaki                | 7 de enero de 2018           | 7 de octubre de 2018        | 26   | Estudio 5             | Secuela de Gintama. Porori-hen.                                                                  | [ 14 ] [ 15 ] |
| 2018 | Double Decker!                                    | Jōji Furuta                     | 30 de septiembre de 2018     | 23 de diciembre de 2018     | 13   | —                     | Historia original.                                                                               | [ 14 ] [ 15 ] |

#### 2020s
| Año  | Título                                                                  | Director(es)               | Fecha de primera transmisión | Fecha de última transmisión | Eps. | Estudio               | Notas | Refs.         |
| ---- | ----------------------------------------------------------------------- | -------------------------- | ---------------------------- | --------------------------- | ---- | --------------------- | --- | ------------- |
| 2020 | Nami yo Kiite Kure                                                      | Tatsuma Minamikawa         | 3 de abril de 2020           | 9 de junio de 2020          | 8    | —                     | Adaptación del manga escrito e ilustrado por Hiroaki Samura.                                                       | [ 16 ]        |
| 2020 | Love Live! Nijigasaki Gakuen School Idol Doukoukai                      | Tomoyuki Kawamura          | 3 de octubre de 2020         | 26 de diciembre de 2020     | 13   | Estudio 8             | Tercera entrega de la franquicia de Love Live!.                                                                    | [ 17 ]        |
| 2020 | Hanyo no Yashahime                                                      | Teruo Sato                 | 3 de octubre de 2020         | 20 de marzo de 2021         | 24   | —                     | Spin-off de InuYasha.                                                                                              | [ 18 ]        |
| 2020 | King's Raid: Ishi wo Tsugumono-tachi                                    | Makoto Hoshino             | 3 de octubre de 2020         | 27 de marzo de 2021         | 26   | Sunrise Beyond        | Adaptación del videojuego homónimo. Coproducción junto a OLM.                                                      |               |
| 2021 | Scarlet Nexus                                                           | Hiroyuki Nishimura         | 1 de julio de 2021           | 23 de diciembre de 2021     | 26   | —                     | Adaptación del videojuego homónimo.                                                                                | [ 19 ]        |
| 2021 | Love Live! Superstar!!                                                  | Takahiko Kyogoku           | 11 de julio de 2021          | 17 de octubre de 2021       | 12   | —                     | Cuarta entrega de la franquicia de Love Live!.                                                                     | [ 20 ]        |
| 2021 | Hanyō no Yashahime: Ni no Shō                                           | Teruo Sato                 | 2 de octubre de 2021         | 26 de marzo de 2022         | 24   | —                     | Secuela de Hanyō no Yashahime.                                                                                     |               |
| 2021 | Kyōkai Senki                                                            | Nobuyoshi Habara           | 5 de octubre de 2021         | 28 de diciembre de 2021     | 12   | Sunrise Beyond        | Historia original.                                                                                                 | [ 21 ]        |
| 2022 | Love Live! Nijigasaki Gakuen School Idol Doukoukai Season 2             | Tomoyuki Kawamura          | 2 de abril de 2022           | 25 de junio de 2022         | 13   | —                     | Secuela de Love Live! Nijigasaki Gakuen School Idol Doukoukai.                                                     |               |
| 2022 | Kyōkai Senki Part 2                                                     | Nobuyoshi Habara           | 12 de abril de 2022          | 28 de junio de 2022         | 12   | Sunrise Beyond        | Secuela de Kyōkai Senki.                                                                                           |               |
| 2022 | Love Live! Superstar!! Season 2                                         | Takahiko Kyogoku           | 17 de julio de 2022          | 9 de octubre de 2022        | 12   | —                     | Secuela de Love Live! Superstar!!.                                                                                 | [ 22 ]        |
| 2022 | Mobile Suit Gundam: The Witch from Mercury                              | Hiroshi Kobayashi Ryo Ando | 2 de octubre de 2022         | 8 de enero de 2023          | 12   | Estudio 1 y Estudio 3 | Decimoquinta entrega de la franquicia de Gundam.                                                                   | [ 23 ]        |
| 2023 | Nijiyon Animation                                                       | Yūya Horiuchi              | 6 de enero de 2023           | 24 de marzo de 2023         | 12   | —                     | Un derivado al estilo chibi de la serie de televisión de anime Love Live! Nijigasaki Gakuen School Idol Doukoukai. | [ 24 ]        |
| 2023 | Mobile Suit Gundam: The Witch from Mercury Season 2                     | Hiroshi Kobayashi Ryo Ando | 9 de abril de 2023           | 2 de julio de 2023          | 12   | Estudio 1 y Estudio 3 | Secuela de Mobile Suit Gundam: The Witch from Mercury.                                                             |               |
| 2023 | Genjitsu no Yohane                                                      | Asami Nakatani             | 2 de julio de 2023           | 17 de septiembre de 2023    | 13   | —                     | Spin-off de Love Live! Sunshine!!.                                                                                 | [ 25 ]        |
| 2023 | Saihate no Paladin: Tetsusabi no Yama no Ō                              | Akira Iwanaga              | 7 de octubre de 2023         | 23 de diciembre de 2023     | 12   | Sunrise Beyond        | Secuela de Saihate no Paladin. Coproducción junto a OLM.                                                           | [ 26 ]        |
| 2024 | Nijiyon Animation Season 2                                              | Yūya Horiuchi              | 5 de abril de 2024           | 21 de junio de 2024         | 12   | —                     | Secuela de Nijiyon Animation.                                                                                      | [ 27 ]        |
| 2024 | Love Live! Superstar!! 3rd Season                                       | Takahiko Kyogoku           | 6 de octubre de 2024         | 22 de diciembre de 2024     | 12   | —                     | Secuela de Love Live! Superstar!! Season 2.                                                                        | [ 28 ] [ 29 ] |
| 2025 | Maebashi Witches                                                        | Jun'ichi Yamamoto          | 6 de abril de 2025           | 22 de junio de 2025         | 12   | —                     | Historia original.                                                                                                 | [ 30 ] [ 31 ] |
| 2025 | Mobile Suit Gundam GQuuuuuuX                                            | Kazuya Tsurumaki           | 9 de abril de 2025           | 25 de junio de 2025         | 12   | —                     | Decimosexta entrega de la franquicia de Gundam. Coproducción junto a Studio Khara.                                 | [ 32 ] [ 33 ] |
| 2025 | Assassin de Aru Ore no Status ga Yūsha Yori mo Akiraka ni Tsuyoi Nodaga | Nobuyoshi Habara           | Octubre de 2025              | —                           | —    | —                     | Adaptación de las novelas ligeras escritas por Matsuri Akai e ilustradas por Tōzai.                                | [ 34 ]        |
| 2026 | Yoroi Shin Den Samurai Troopers                                         | Yōichi Fujita              | Enero de 2026                | —                           | —    | —                     | Secuela de Yoroiden Samurai Troopers.                                                                              | [ 35 ]        |
| 2026 | MAO                                                                     | Teruo Satō                 | Abril de 2026                | —                           | —    | —                     | Adaptación del manga escrito e ilustrado por Rumiko Takahashi.                                                     | [ 36 ]        |

### Películas
| Año  | Título                                                                            | Director(es)                               | Duración | Estudio               | Notas | Refs.         |
| ---- | --------------------------------------------------------------------------------- | ------------------------------------------ | -------- | --------------------- | --- | ------------- |
| 1981 | Mobile Suit Gundam I                                                              | Yoshiyuki Tomino Ryōji Fujiwara            | 140m     | Estudio 4             | Historia original. | [ 14 ] [ 15 ] |
| 1981 | Mobile Suit Gundam II: Soldiers of Sorrow                                         | Yoshiyuki Tomino Ryōji Fujiwara            | 135m     | Estudio 4             | Secuela de Mobile Suit Gundam I. | [ 14 ] [ 15 ] |
| 1982 | Mobile Suit Gundam III: Encounters in Space                                       | Yoshiyuki Tomino Ryōji Fujiwara            | 140m     | Estudio 3             | Secuela de Mobile Suit Gundam II: Soldiers of Sorrow.                                                                                        | [ 14 ] [ 15 ] |
| 1982 | Densetsu Kyojin Ideon: Hatsudō-hen                                                | Yoshiyuki Tomino                           | 98m      | Estudio 3             | Secuela de Densetsu Kyojin Ideon. | [ 14 ] [ 15 ] |
| 1982 | Densetsu Kyojin Ideon: Sesshoku-hen                                               | Yoshiyuki Tomino                           | 85m      | Estudio 3             | Historia original. | [ 14 ] [ 15 ] |
| 1983 | Crusher Joe                                                                       | Yoshikazu Yasuhiko                         | 131m     | Estudio 4             | Adaptación del manga escrito por Haruka Takachiho e ilustrado por Yoshikazu Yasuhiko.                                                        | [ 14 ] [ 15 ] |
| 1983 | Document Taiyō no Kiba Dagram                                                     | Ryōsuke Takahashi                          | 80m      | Estudio 1             | Historia original. | [ 14 ] [ 15 ] |
| 1983 | Xabungle Graffiti                                                                 | Yoshiyuki Tomino                           | 83m      | Estudio 2             | Película que recapitula los acontecimientos de la serie de televisión Xabungle.                                                              | [ 14 ] [ 15 ] |
| 1983 | Choro Q Dagram                                                                    | Masanori Miura                             | 8m       | Estudio 1             | Historia original. | [ 14 ] [ 15 ] |
| 1986 | Arion                                                                             | Yoshikazu Yasuhiko                         | 119m     | Estudio 1             | Adaptación del manga escrito e ilustrado por Yoshikazu Yasuhiko.                                                                             | [ 14 ] [ 15 ] |
| 1987 | Batsu & Terry                                                                     | Mitsuko Kase Tetsurō Amino                 | 80m      | Estudio 3             | Adaptación del manga escrito e ilustrado por Yasuichi Oshima.                                                                                | [ 14 ] [ 15 ] |
| 1987 | Dirty Pair: The Movie                                                             | Kōichi Mashimo                             | 81m      | Estudio 1             | Adaptación de las novelas ligeras escritas por Haruka Takachiho e ilustradas por Yoshikazu Yasuhiko.                                         | [ 14 ] [ 15 ] |
| 1988 | Mobile Suit Gundam: Char's Counterattack                                          | Yoshiyuki Tomino                           | 119m     | Estudio 2             | Secuela de Mobile Suit Gundam ZZ. | [ 14 ] [ 15 ] |
| 1989 | Five Star Stories                                                                 | Kazuo Yamazaki                             | 65m      | Estudio 2             | Adaptación del manga escrito e ilustrado por Mamoru Nagano.                                                                                  | [ 14 ] [ 15 ] |
| 1989 | City Hunter: Ai to Shukumei no Magnum                                             | Kenji Kodama                               | 87m      | Estudio 3             | Adaptación del manga escrito e ilustrado por Tsukasa Hōjō.                                                                                   | [ 14 ] [ 15 ] |
| 1990 | City Hunter: Bay City Wars                                                        | Kenji Kodama                               | 45m      | Estudio 3             | Adaptación del manga escrito e ilustrado por Tsukasa Hōjō.                                                                                   | [ 14 ] [ 15 ] |
| 1990 | City Hunter: Hyakuman Dollar no Inbō                                              | Kenji Kodama                               | 45m      | Estudio 3             | Secuela de City Hunter: Bay City Wars. | [ 14 ] [ 15 ] |
| 1991 | Mobile Suit Gundam F91                                                            | Yoshiyuki Tomino                           | 120m     | Estudio 2             | Secuela de Mobile Suit Gundam Unicorn. | [ 14 ] [ 15 ] |
| 1992 | Mobile Suit Gundam 0083: The Last Blitz of Zeon                                   | Takashi Imanishi                           | 119m     | Estudio 3             | Historia original. | [ 14 ] [ 15 ] |
| 1993 | Mobile Suit SD Gundam Festival                                                    | Shinji Takamatsu Tetsurō Amino             | 81m      | Estudio 3 y Estudio 1 | Historia original. | [ 14 ] [ 15 ] |
| 1998 | Gundam Wing: Endless Waltz -Special Edition-                                      | Yasunao Aoki                               | 94m      | Estudio 1             | Secuela de Mobile Suit Gundam Wing. | [ 14 ] [ 15 ] |
| 1998 | Mobile Suit Gundam: The 08th MS Team: Miller's Report                             | Mitsuko Kase Takeyuki Kanda Umanosuke Iida | 52m      | Estudio 3             | Historia original. | [ 14 ] [ 15 ] |
| 1999 | Megumi no Daigo: Kajiba no Baka Yarō                                              | Susumu Nishizawa                           | 42m      | Estudio 5             | Adaptación del manga escrito e ilustrado por Masahito Soda.                                                                                  | [ 14 ] [ 15 ] |
| 2000 | Tenkū no Escaflowne                                                               | Kazuki Akane                               | 98m      | —                     | Historia original. Coproducción junto a Bones.                                                                                               | [ 14 ] [ 15 ] |
| 2001 | InuYasha Movie 1: Toki wo Koeru Omoi                                              | Toshiya Shinohara                          | 99m      | Estudio 5             | Historia original de InuYasha. | [ 14 ] [ 15 ] |
| 2002 | Turn A Gundam I Movie: Earth Light                                                | Yoshiyuki Tomino                           | 128m     | Estudio 1             | Película que vuelve a contar la primera mitad de la serie Turn A Gundam.                                                                     | [ 14 ] [ 15 ] |
| 2002 | Turn A Gundam II Movie: Moonlight Butterfly                                       | Yoshiyuki Tomino                           | 128m     | Estudio 1             | Secuela de Turn A Gundam I Movie: Earth Light.                                                                                               | [ 14 ] [ 15 ] |
| 2002 | Gekitō! Crush Gear Turbo: Kaizabaan no Chōsen                                     | Nobuhiro Kondō                             | 20m      | Estudio 10            | Secuela de Gekitō! Crush Gear Turbo. | [ 14 ] [ 15 ] |
| 2002 | InuYasha Movie 2: Kagami no Naka no Mugenjō                                       | Toshiya Shinohara                          | 99m      | Estudio 5             | Historia original de InuYasha. | [ 14 ] [ 15 ] |
| 2003 | InuYasha Movie 3: Tenka Hadō no Ken                                               | Toshiya Shinohara                          | 98m      | Estudio 5             | Historia original de InuYasha. | [ 14 ] [ 15 ] |
| 2004 | Steamboy                                                                          | Katsuhiro Ōtomo                            | 126m     | Nerima Studio         | Historia original. | [ 14 ] [ 15 ] |
| 2004 | InuYasha Movie 3: Tenka Hadō no Ken                                               | Toshiya Shinohara                          | 87m      | Estudio 5             | Historia original de InuYasha. | [ 14 ] [ 15 ] |
| 2006 | Keroro Gunsō the Super Movie                                                      | Junichi Satō                               | 59m      | Estudio 6             | Historia original de Sargento Keroro. | [ 14 ] [ 15 ] |
| 2006 | Majime ni Fumajime Kaiketsu Zorori: Nazo no Otakara Daisakusen                    | Hajime Kamegaki                            | 53m      | Estudio 5             | Adaptación de los libros infantiles escritos por Yutaka Hara. Coproducción junto a Ajia-do Animation Works.                                  | [ 14 ] [ 15 ] |
| 2007 | Keroro Gunsō the Super Movie 2: The Deep Sea Princess                             | Junichi Satō                               | 78m      | Estudio 6             | Historia original de Sargento Keroro. | [ 14 ] [ 15 ] |
| 2008 | Keroro Gunso the Super Movie 3: Keroro vs. Keroro Great Sky Duel                  | Junichi Satō Susumu Yamaguchi              | 95m      | Estudio 6             | Historia original de Sargento Keroro. | [ 14 ] [ 15 ] |
| 2008 | Musha Kero: Debut! Sengoku Planet Ran Big Battle!!                                | Junichi Satō Susumu Yamaguchi              | 78m      | Estudio 6             | Historia original de Sargento Keroro. | [ 14 ] [ 15 ] |
| 2009 | Keroro Gunso the Super Movie 4: Gekishin Dragon Warriors                          | Ryōsuke Takahashi                          | 78m      | Estudio 6             | Historia original de Sargento Keroro. | [ 14 ] [ 15 ] |
| 2010 | Keroro Gunso the Super Movie: Creation! Ultimate Keroro, Wonder Space-Time Island | Junichi Satō Susumu Yamaguchi              | 74m      | Estudio 6             | Historia original de Sargento Keroro. | [ 14 ] [ 15 ] |
| 2010 | Chō Denei-ban SD Gundam Sangokuden Brave Battle Warriors                          | Kenichi Suzuki Kunihiro Mori               | 13m      | Nerima Studio         | Un recuento del Romance de los Tres Reinos usando SD Gundams.                                                                                | [ 14 ] [ 15 ] |
| 2010 | Gintama Movie 1: Shinyaku Benizakura-hen                                          | Shinji Takamatsu                           | 95m      | Estudio 5             | Historia original de Gintama. | [ 14 ] [ 15 ] |
| 2010 | Colorful                                                                          | Keiichi Hara                               | 127m     | —                     | Basada en la novela escrita por Eto Mori. Coproducción junto a Ascension.                                                                    | [ 14 ] [ 15 ] |
| 2010 | Mobile Suit Gundam 00 the Movie: A Wakening of the Trailblazer                    | Seiji Mizushima                            | 120m     | Estudio 3             | Secuela de Mobile Suit Gundam 00 Second Season.                                                                                              | [ 14 ] [ 15 ] |
| 2011 | S-cry-ed Alteration I: Tao                                                        | Gorō Taniguchi                             | 96m      | Estudio 4             | Resumen especial de S-cry-ed para conmemorar el décimo aniversario del anime                                                                 | [ 14 ] [ 15 ] |
| 2012 | Sacred Seven: Shirogane no Tsubasa                                                | Yasuo Muroi                                | 59m      | Estudio 7             | Un resumen especial que contará con las batallas de Alma y Knight.                                                                           | [ 14 ] [ 15 ] |
| 2012 | S-cry-ed Alteration II: Quan                                                      | Gorō Taniguchi                             | 93m      | Estudio 4             | Secuela de S-cry-ed Alteration I: Tao. | [ 14 ] [ 15 ] |
| 2012 | Tiger & Bunny: The Beginning                                                      | Yoshitomo Yonetani                         | 92m      | Estudio 6             | La primera de dos películas de Tiger & Bunny, basada en los dos primeros episodios de la serie de televisión con escenas nuevas adicionales. | [ 14 ] [ 15 ] |
| 2012 | Nerawareta Gakuen                                                                 | Ryōsuke Nakamura                           | 106m     | Estudio 8             | Historia original. | [ 14 ] [ 15 ] |
| 2012 | Kaiketsu Zorori Da-Da-Da-Daibouken!                                               | Tomoko Iwasaki                             | 82m      | Estudio 5             | Adaptación de los libros infantiles escritos por Yutaka Hara. Coproducción junto a Ajia-do Animation Works.                                  | [ 14 ] [ 15 ] |
| 2013 | Gintama Movie 2: Kanketsu-hen - Yorozuya yo Eien Nare                             | Yōichi Fujita                              | 110m     | Estudio 5             | Historia original de Gintama. | [ 14 ] [ 15 ] |
| 2013 | Gambo                                                                             | Hiroaki Ando                               | 12m      | Nerima Studio         | Historia original. | [ 14 ] [ 15 ] |
| 2013 | Kaiketsu Zorori: Mamoru ze! Kyōryū no Tamago                                      | Tomoko Iwasaki                             | 77m      | Estudio 5             | Adaptación de los libros infantiles escritos por Yutaka Hara. Coproducción junto a Ajia-do Animation Works.                                  | [ 14 ] [ 15 ] |
| 2014 | Tiger & Bunny: The Rising                                                         | Yoshitomo Yonetani                         | 100m     | Estudio 6             | Secuela de Tiger & Bunny: The Beginning. | [ 14 ] [ 15 ] |
| 2014 | Aikatsu! Movie                                                                    | Ryuichi Kimura Yuichiro Yano               | 88m      | Estudio 5             | Historia original. | [ 14 ] [ 15 ] |
| 2015 | Love Live! The School Idol Movie                                                  | Takahiko Kyōgoku                           | 99m      | Estudio 8             | Secuela de Love Live! School Idol Project 2nd Season.                                                                                        | [ 14 ] [ 15 ] |
| 2016 | Accel World: Infinite Burst                                                       | Masakazu Obara                             | 82m      | Estudio 8             | Historia original de Accel World. | [ 14 ] [ 15 ] |
| 2018 | Mobile Suit Gundam Narrative                                                      | Shunichi Yoshizawa                         | 89m      | Estudio 1             | Secuela de Mobile Suit Gundam Unicorn. | [ 14 ] [ 15 ] |
| 2019 | Love Live! Sunshine!! The School Idol Movie: Over the Rainbow                     | Kazuo Sakai                                | 100m     | Estudio 8             | Secuela de Love Live! Sunshine!! 2nd Season.                                                                                                 | [ 14 ] [ 15 ] |
| 2019 | City Hunter Movie: Shinjuku Private Eyes                                          | Kenji Kodama                               | 95m      | Estudio 1             | Adaptación del manga escrito e ilustrado por Tsukasa Hōjō.                                                                                   | [ 14 ] [ 15 ] |
| 2019 | Code Geass: Fukkatsu no Lelouch                                                   | Gorō Taniguchi                             | 112m     | —                     | Secuela de Code Geass: Hangyaku no Lelouch III - Ōdō.                                                                                        | [ 14 ] [ 15 ] |
| 2019 | Gundam: G no Reconguista Movie I - Ike! Core Fighter                              | Yoshiyuki Tomino                           | 90m      | —                     | La primera película resumen de la serie Gundam: G no Reconguista.                                                                            | [ 14 ] [ 15 ] |
| 2020 | Gundam: G no Reconguista Movie II - Bellri Gekishin                               | Yoshiyuki Tomino                           | 94m      | —                     | Secuela de Gundam: G no Reconguista Movie I - Ike! Core Fighter.                                                                             | [ 14 ] [ 15 ] |
| 2021 | Mobile Suit Gundam: Hathaway's Flash                                              | Shūkō Murase                               | 95m      | —                     | Secuela de Mobile Suit Gundam Narrative. | [ 14 ] [ 15 ] |
| 2021 | Gundam: G no Reconguista Movie III - Uchū kara no Isan                            | Yoshiyuki Tomino                           | 104m     | —                     | Secuela de Gundam: G no Reconguista Movie II - Bellri Gekishin.                                                                              | [ 14 ] [ 15 ] |
| 2022 | Mobile Suit Gundam: Cucuruz Doan's Island                                         | Yoshikazu Yasuhiko                         | 108m     | —                     | Basada en el decimoquinto episodio de la serie de televisión Mobile Suit Gundam.                                                             | [ 14 ] [ 15 ] |
| 2022 | Gundam: G no Reconguista Movie IV - Gekitō ni Sakebu Ai                           | Yoshiyuki Tomino                           | 101m     | —                     | Secuela de Gundam: G no Reconguista Movie III - Uchū kara no Isan.                                                                           | [ 14 ] [ 15 ] |
| 2022 | Gundam: G no Reconguista Movie V - Shisen wo Koete                                | Yoshiyuki Tomino                           | 95m      | —                     | Secuela de Gundam: G no Reconguista Movie IV - Gekitō ni Sakebu Ai.                                                                          | [ 14 ] [ 15 ] |
| 2023 | Sand Land                                                                         | Toshihisa Yokoshima                        | 105m     | —                     | Adaptación del manga escrito e ilustrado por Akira Toriyama. Coproducción junto a Anima y Kamikaze Douga.                                    | [ 14 ] [ 15 ] |
| 2023 | City Hunter Movie: Tenshi no Namida                                               | Kenji Kodama Kazuyoshi Takeuchi            | 93m      | —                     | Adaptación del manga escrito e ilustrado por Tsukasa Hōjō.                                                                                   | [ 14 ] [ 15 ] |
| 2024 | Mobile Suit Gundam SEED Freedom                                                   | Mitsuo Fukuda                              | 124m     | —                     | Secuela de Mobile Suit Gundam SEED Destiny Final Plus: The Chosen Future.                                                                    | [ 14 ] [ 15 ] |
| 2026 | Mobile Suit Gundam: Hathaway's Flash 2                                            | Shūkō Murase                               | —        | —                     | Secuela de Mobile Suit Gundam: Hathaway's Flash.                                                                                             | [ 37 ]        |

### OVAs
| Año  | Título                                                            | Director(es)                         | Fecha de primera transmisión | Fecha de última transmisión | Eps. | Estudio               | Notas | Refs.         |
| ---- | ----------------------------------------------------------------- | ------------------------------------ | ---------------------------- | --------------------------- | ---- | --------------------- | --- | ------------- |
| 1984 | Ginga Hyōryū Vifam Recaps                                         | Takeyuki Kanda                       | 28 de octubre de 1984        | 21 de diciembre de 1984     | 2    | Estudio 3             | Resúmenes de la primera y la segunda mitades de la serie Ginga Hyōryū Vifam.                                                                         | [ 14 ] [ 15 ] |
| 1985 | Ginga Hyōryū Vifam: Kieta 12-nin                                  | Takeyuki Kanda                       | 25 de febrero de 1985        | 25 de febrero de 1985       | 1    | Estudio 3             | Es una historia paralela y se puede insertar en algún lugar entre los episodios 18 y 21.                                                             | [ 14 ] [ 15 ] |
| 1985 | Sōkō Kihei Votoms: The Last Red Shoulder                          | Ryōsuke Takahashi                    | 21 de agosto de 1985         | 21 de agosto de 1985        | 1    | Estudio 1             | Especial recopilatorio. | [ 14 ] [ 15 ] |
| 1985 | Ginga Hyōryū Vifam: Keito no Kioku - Namida no Dakkai Sakusen     | Susumu Ishizaki                      | 25 de septiembre de 1985     | 25 de septiembre de 1985    | 1    | Estudio 3             | Historia original. | [ 14 ] [ 15 ] |
| 1985 | Dirty Pair no Ōshōbu: Nolandia no Nazo                            | Masaharu Okuwaki                     | 20 de diciembre de 1985      | 20 de diciembre de 1985     | 1    | Estudio 1             | Historia original de Dirty Pair. | [ 14 ] [ 15 ] |
| 1986 | Kikō Kai Galient OVA                                              | Ryōsuke Takahashi                    | 26 de enero de 1986          | 5 de agosto de 1986         | 3    | Estudio 1             | Resúmenes de la serie de televisión. | [ 14 ] [ 15 ] |
| 1986 | Sōkō Kihei Votoms: Big Battle                                     | Ryōsuke Takahashi                    | 5 de julio de 1986           | 5 de julio de 1986          | 1    | Estudio 4             | Historia original. | [ 14 ] [ 15 ] |
| 1987 | Dirty Pair: Lovely Angels yori Ai wo Komete                       | Norio Kashima Toshifumi Takizawa     | 1 de enero de 1987           | 1 de enero de 1987          | 2    | Estudio 4             | Secuela de Dirty Pair. | [ 14 ] [ 15 ] |
| 1987 | Heavy Metal L-Gaim: Fullmetal Soldier                             | Yoshiyuki Tomino Osamu Sekita        | 10 de enero de 1987          | 10 de enero de 1987         | 1    | Estudio 7             | Un OVA resumen que retrata la segunda mitad de la serie Heavy Metal L-Gaim.                                                                          | [ 14 ] [ 15 ] |
| 1987 | Dead Heat                                                         | Toshifumi Kawase                     | 7 de agosto de 1987          | 7 de agosto de 1987         | 1    | Estudio 2             | Historia original. | [ 14 ] [ 15 ] |
| 1987 | Dirty Pair OVA                                                    | Katsuyoshi Yatabe                    | 21 de diciembre de 1987      | 21 de abril de 1988         | 10   | Estudio 1             | Secuela de Dirty Pair: Lovely Angels yori Ai wo Komete.                                                                                              | [ 14 ] [ 15 ] |
| 1988 | Seisenshi Dunbine OVA                                             | Toshifumi Takizawa                   | 25 de febrero de 1988        | 25 de agosto de 1988        | 3    | Estudio 1             | Secuela de Seisenshi Dunbine. | [ 14 ] [ 15 ] |
| 1988 | Uchū no Senshi                                                    | Tetsurō Amino                        | 25 de octubre de 1988        | 17 de diciembre de 1988     | 6    | Estudio 5             | Basada en la novela Tropas del espacio de 1959 de Robert A. Heinlein.                                                                                | [ 14 ] [ 15 ] |
| 1988 | Kikō Ryohei Mellowlink                                            | Takeyuki Kanda                       | 21 de noviembre de 1988      | 28 de abril de 1989         | 12   | Estudio 1             | Historia original. | [ 14 ] [ 15 ] |
| 1989 | Crusher Joe OVA                                                   | Toshifumi Takizawa                   | 5 de febrero de 1989         | 5 de junio de 1989          | 2    | Estudio 1             | Secuela de Crusher Joe. | [ 14 ] [ 15 ] |
| 1989 | Mobile Suit Gundam 0080: War in the Pocket                        | Fumihiko Takayama                    | 25 de marzo de 1989          | 25 de agosto de 1989        | 6    | Estudio 5             | Primera entrega de OVAs de la franquicia de Gundam.                                                                                                  | [ 14 ] [ 15 ] |
| 1989 | Yoroiden Samurai Troopers Gaiden                                  | Kazuki Akane Mamoru Hamatsu          | 30 de abril de 1989          | 1 de junio de 1989          | 2    | Estudio 2             | Secuela de Yoroiden Samurai Troopers. | [ 14 ] [ 15 ] |
| 1989 | Shin Mashin Eiyūden Wataru Majinzan                               | Shuji Iuchi Yutaka Kagawa            | 5 de agosto de 1989          | 5 de septiembre de 1989     | 2    | Estudio 7             | Historia original. | [ 14 ] [ 15 ] |
| 1989 | Yoroiden Samurai Troopers Kikōtei Densetsu                        | Kazuki Akane Mamoru Hamatsu          | 8 de octubre de 1989         | 11 de enero de 1990         | 4    | Estudio 2             | Secuela de Yoroiden Samurai Troopers Gaiden. | [ 14 ] [ 15 ] |
| 1990 | Dirty Pair: Bōryaku no 005-bin                                    | Toshifumi Takizawa                   | 25 de enero de 1990          | 25 de enero de 1990         | 1    | Estudio 1             | Historia original de Dirty Pair. | [ 14 ] [ 15 ] |
| 1990 | SD Gundam Gaiden                                                  | Tetsurō Amino                        | 25 de abril de 1990          | 21 de abril de 1991         | 4    | Estudio 5             | Historia original. | [ 14 ] [ 15 ] |
| 1990 | Patlabor: The New Files                                           | Naoyuki Yoshinaga                    | 22 de noviembre de 1990      | 23 de abril de 1992         | 16   | Estudio 1             | Secuela de Patlabor: On Television. | [ 14 ] [ 15 ] |
| 1991 | Yoroiden Samurai Troopers Message                                 | Kazuki Akane Mamoru Hamatsu          | 21 de marzo de 1991          | 23 de agosto de 1991        | 5    | Estudio 2             | Secuela de Yoroiden Samurai Troopers Kikōtei Densetsu.                                                                                               | [ 14 ] [ 15 ] |
| 1991 | Mobile Suit Gundam 0083: Stardust Memory                          | Mitsuko Kase Takashi Imanishi        | 23 de mayo de 1991           | 24 de septiembre de 1992    | 13   | Estudio 3             | Secuela de Mobile Suit Gundam 0080: War in the Pocket.                                                                                               | [ 14 ] [ 15 ] |
| 1992 | Future GPX Cyber Formula Graffiti                                 | Mitsuo Fukuda                        | 5 de agosto de 1992          | 5 de agosto de 1992         | 1    | Estudio 7             | Breve videodiario de la serie de televisión original.                                                                                                | [ 14 ] [ 15 ] |
| 1992 | Zettai Muteki Raijin-Oh (1992)                                    | Toshifumi Takizawa                   | 30 de septiembre de 1992     | 24 de febrero de 1993       | 4    | Estudio 5             | Secuela de Zettai Muteki Raijin-Oh. | [ 14 ] [ 15 ] |
| 1993 | Mashin Eiyūden Wataru: Owarinaki Toki no Monogatari               | Shuji Iuchi                          | 1 de octubre de 1993         | 1 de febrero de 1994        | 3    | Estudio 7             | Secuela de Mashin Eiyūden Wataru 2. | [ 14 ] [ 15 ] |
| 1994 | Dirty Pair Flash                                                  | Tsukasa Sunaga                       | 21 de enero de 1994          | 21 de junio de 1994         | 6    | Estudio 2 y Estudio 5 | Adaptación de las novelas ligeras escritas por Haruka Takachiho e ilustradas por Yoshikazu Yasuhiko.                                                 | [ 14 ] [ 15 ] |
| 1994 | Future GPX Cyber Formula Zero                                     | Mitsuo Fukuda                        | 1 de abril de 1994           | 1 de febrero de 1995        | 8    | Estudio 7             | Secuela de Future GPX Cyber Formula 11. | [ 14 ] [ 15 ] |
| 1994 | Haō Taikei Ryū Knight: Adeu Legend                                | Masashi Ikeda                        | 21 de julio de 1994          | 25 de septiembre de 1995    | 13   | Estudio 1             | Historia original. | [ 14 ] [ 15 ] |
| 1994 | Shippū! Iron Leaguer: Silver no Hata no Moto ni                   | Kiyotaka Ohata                       | 21 de noviembre de 1994      | 25 de abril de 1995         | 5    | Estudio 3             | Secuela de Shippū! Iron Leaguer. | [ 14 ] [ 15 ] |
| 1995 | Silent Service                                                    | Ryōsuke Takahashi                    | 18 de diciembre de 1995      | 25 de enero de 1998         | 3    | Estudio 3 y Estudio 9 | Adaptación del manga escrito e ilustrado por Kaiji Kawaguchi.                                                                                        | [ 14 ] [ 15 ] |
| 1996 | Future GPX Cyber Formula: Early Days Renewal                      | Mitsuo Fukuda                        | 1 de abril de 1996           | 1 de junio de 1996          | 2    | Estudio 7             | Historia original. | [ 14 ] [ 15 ] |
| 1996 | Future GPX Cyber Formula Saga                                     | Mitsuo Fukuda                        | 1 de agosto de 1996          | 25 de julio de 1997         | 8    | Estudio 10            | Secuela de Future GPX Cyber Formula Zero. | [ 14 ] [ 15 ] |
| 1997 | Yuusha Shirei Dagwon: Suishou no Hitomi no Shounen                | Tomomi Mochizuki                     | 22 de octubre de 1997        | 28 de diciembre de 1997     | 2    | Estudio 7             | Secuela de Yūsha Shirei Dagwon. | [ 14 ] [ 15 ] |
| 1998 | DinoZone                                                          | Tetsurō Amino                        | 27 de noviembre de 1998      | Enero de 2000               | 5    | Sunrise D.I.D         | Historia original. | [ 14 ] [ 15 ] |
| 1998 | Future GPX Cyber Formula Sin                                      | Mitsuo Fukuda                        | 21 de diciembre de 1998      | 17 de marzo de 2000         | 5    | Estudio 10            | Secuela de Future GPX Cyber Formula Saga. | [ 14 ] [ 15 ] |
| 1999 | Shishunki Bishōjo Gattai Robo Z-Mind                              | Yasuhiro Matsumura                   | 25 de febrero de 1999        | 25 de julio de 1999         | 6    | Estudio 8             | Historia original. | [ 14 ] [ 15 ] |
| 2000 | Yūsha-Ō GaoGaiGar Final                                           | Yoshitomo Yonetani                   | 21 de enero de 2000          | 21 de marzo de 2003         | 8    | Estudio 7             | Secuela de Yūsha-Ō GaoGaiGar. | [ 14 ] [ 15 ] |
| 2001 | Zone of the Enders: 2167 Idolo                                    | Tetsuya Watanabe                     | 21 de febrero de 2001        | 21 de febrero de 2001       | 1    | Estudio 6             | Adaptación del videojuego desarrollado por Konami.                                                                                                   | [ 14 ] [ 15 ] |
| 2003 | Kagerōka-kun                                                      | Tetsurō Amino                        | 23 de mayo de 2003           | 23 de mayo de 2003          | 1    | —                     | Historia original. | [ 14 ] [ 15 ] |
| 2005 | Seikai no Senki III                                               | Yasuchika Nagaoka                    | 6 de agosto de 2005          | 6 de agosto de 2005         | 2    | Estudio 5             | Secuela de Seikai no Senki II. | [ 14 ] [ 15 ] |
| 2005 | Gundam SEED Destiny Final Plus: Erabareta Mirai                   | Mitsuo Fukuda                        | 25 de diciembre de 2005      | 25 de diciembre de 2005     | 1    | Estudio 3             | Secuela de Gundam SEED Destiny. | [ 14 ] [ 15 ] |
| 2006 | Freedom                                                           | Shuhei Morita                        | 24 de noviembre de 2006      | 23 de mayo de 2008          | 7    | Nerima Studio         | Secuela de Freedom Previsited. | [ 14 ] [ 15 ] |
| 2006 | Mai-Otome Zwei                                                    | Masakazu Obara                       | 24 de noviembre de 2006      | 24 de agosto de 2007        | 4    | Estudio 8             | Secuela de Mai-Otome. | [ 14 ] [ 15 ] |
| 2008 | Mai-Otome 0: S.ifr                                                | Hirokazu Hisayuki                    | 21 de febrero de 2008        | 21 de noviembre de 2008     | 3    | Estudio 8             | Historia original. | [ 14 ] [ 15 ] |
| 2008 | Code Geass: Hangyaku no Lelouch Special Edition - Black Rebellion | Gorō Taniguchi                       | 22 de febrero de 2008        | 22 de febrero de 2008       | 1    | Estudio 4             | OVA que resume los 25 episodios de la temporada 1 desde el punto de vista de Lelouch.                                                                | [ 14 ] [ 15 ] |
| 2009 | Code Geass: Hangyaku no Lelouch R2 Special Edition - Zero Requiem | Gorō Taniguchi                       | 24 de julio de 2009          | 24 de julio de 2009         | 1    | Estudio 4             | OVA que resume los 25 episodios de la temporada 2.                                                                                                   | [ 14 ] [ 15 ] |
| 2009 | Mobile Suit Gundam 00 Special Edition                             | Seiji Mizushima                      | 27 de octubre de 2009        | 23 de febrero de 2010       | 3    | Estudio 3             | Versión condensada de la primera y segunda temporada de Gundam 00 con algunas secuencias animadas nuevas y algunos diálogos parcialmente regrabados. | [ 14 ] [ 15 ] |
| 2010 | Sōkō Kihei Votoms: Genei-hen                                      | Ryōsuke Takahashi                    | 26 de marzo de 2010          | 27 de octubre de 2010       | 6    | Sunrise D.I.D         | Secuela de Sōkō Kihei Votoms: Koei Futatabi. | [ 14 ] [ 15 ] |
| 2010 | Sōkō Kihei Votoms: Case;Irvine                                    | Shishō Igarashi                      | 6 de noviembre de 2010       | 6 de noviembre de 2010      | 1    | Estudio 8             | Historia original. | [ 14 ] [ 15 ] |
| 2010 | Votoms Finder                                                     | Atsushi Shigeta                      | 4 de diciembre de 2010       | 4 de diciembre de 2010      | 1    | Sunrise D.I.D         | Historia original. | [ 14 ] [ 15 ] |
| 2011 | Sōkō Kihei Votoms: Koei Futatabi                                  | Kazuyoshi Takeuchi Ryōsuke Takahashi | 8 de enero de 2011           | 8 de enero de 2011          | 1    | Sunrise D.I.D         | Secuela de Sōkō Kihei Votoms: Kakuyaku taru Itan. | [ 14 ] [ 15 ] |
| 2011 | Norageki!                                                         | Hiroaki Ando                         | 22 de enero de 2011          | 22 de enero de 2011         | 1    | Nerima Studio         | Historia original. | [ 14 ] [ 15 ] |
| 2012 | Code Geass: Hangyaku no Lelouch - Nunnally in Wonderland          | Makoto Baba                          | 27 de julio de 2012          | 27 de julio de 2012         | 1    | Estudio 4             | Historia original. | [ 14 ] [ 15 ] |
| 2013 | Mobile Suit Gundam AGE: Memory of Eden                            | Shinya Watada                        | 26 de julio de 2013          | 26 de julio de 2013         | 2    | Estudio 3             | Recopilación de la serie de televisión. | [ 14 ] [ 15 ] |
| 2015 | Mobile Suit Gundam: The Origin                                    | Yoshikazu Yasuhiko Takashi Imanishi  | 28 de febrero de 2015        | 5 de mayo de 2018           | 6    | —                     | Adaptación del manga escrito e ilustrado por Yoshikazu Yasuhiko.                                                                                     | [ 14 ] [ 15 ] |

### ONAs
| Año  | Título                                               | Director(es)                        | Fecha de primera transmisión | Fecha de última transmisión | Eps. | Estudio        | Notas | Refs.         |
| ---- | ---------------------------------------------------- | ----------------------------------- | ---------------------------- | --------------------------- | ---- | -------------- | --- | ------------- |
| 2005 | Rean no Tsubasa                                      | Yoshiyuki Tomino                    | 16 de diciembre de 2005      | 18 de agosto de 2006        | 6    | Nerima Studio  | Secuela de Seisenshi Dunbine.                                                                             | [ 14 ] [ 15 ] |
| 2006 | Mobile Suit Gundam SEED C.E. 73: Stargazer           | Susumu Nishizawa                    | 14 de julio de 2006          | 29 de septiembre de 2006    | 3    | Estudio 3      | Historia original.                                                                                        | [ 14 ] [ 15 ] |
| 2006 | Bakumatsu Kikansetsu Irohanihoheto                   | Ryōsuke Takahashi Yoshimitsu Ohashi | 6 de octubre de 2006         | 6 de abril de 2007          | 26   | —              | Historia original.                                                                                        | [ 14 ] [ 15 ] |
| 2010 | Hipira-kun ONA                                       | Shinji Kimura                       | 7 de abril de 2010           | 7 de abril de 2010          | 2    | Nerima Studio  | Secuela de Hipira-kun.                                                                                    | [ 14 ] [ 15 ] |
| 2014 | Buddy Complex: Daremo Shiranai Ashita e              | Yasuhiro Tanabe                     | 20 de septiembre de 2014     | 20 de septiembre de 2014    | 1    | Estudio 8      | Resumen de la serie Buddy Complex contada desde el punto de vista de Nasu Mayuka.                         | [ 14 ] [ 15 ] |
| 2015 | Mobile Suit Gundam Thunderbolt                       | Kō Matsuo                           | 25 de diciembre de 2015      | 22 de abril de 2016         | 4    | —              | Historia original.                                                                                        | [ 14 ] [ 15 ] |
| 2017 | Mobile Suit Gundam Thunderbolt 2nd Season            | Kō Matsuo                           | 24 de marzo de 2017          | 14 de julio de 2017         | 4    | —              | Secuela de Mobile Suit Gundam Thunderbolt.                                                                | [ 14 ] [ 15 ] |
| 2017 | Mobile Suit Gundam: Twilight Axis                    | Se Jun Kim                          | 23 de junio de 2017          | 1 de septiembre de 2017     | 6    | —              | Secuela de Mobile Suit Gundam Unicorn.                                                                    | [ 14 ] [ 15 ] |
| 2017 | Gundam Build Fighters: Battlogue                     | Masami Ōbari                        | 4 de agosto de 2017          | 8 de diciembre de 2017      | 5    | —              | Historia original.                                                                                        | [ 14 ] [ 15 ] |
| 2018 | Isekai Izakaya: Koto Aitheria no Izakaya Nobu        | Katsumi Ono                         | 13 de abril de 2018          | 14 de septiembre de 2018    | 24   | —              | Adaptación de las novelas ligeras escritas por Natsuya Semikawa e ilustradas por Kururi.                  | [ 14 ] [ 15 ] |
| 2019 | SD Gundam World Sangoku Soketsuden                   | Takahiro Ikezoe                     | 26 de julio de 2019          | 25 de marzo de 2021         | 10   | —              | Secuela de SD Gundam Sangokuden Brave Battle Warriors.                                                    | [ 14 ] [ 15 ] |
| 2019 | Gundam Build Divers Re:Rise                          | Shinya Watada                       | 10 de octubre de 2019        | 26 de diciembre de 2019     | 13   | Sunrise Beyond | Secuela de Gundam Build Divers.                                                                           | [ 14 ] [ 15 ] |
| 2020 | Gundam Build Divers Re:Rise 2nd Season               | Shinya Watada                       | 9 de abril de 2020           | 27 de agosto de 2020        | 13   | Sunrise Beyond | Secuela de Gundam Build Divers Re:Rise.                                                                   | [ 14 ] [ 15 ] |
| 2020 | Mashin Eiyūden Wataru: Seven-Souled Ryūjinmaru       | Hiroshi Kōjina                      | 10 de abril de 2020          | 20 de noviembre de 2020     | 9    | —              | Historia original.                                                                                        | [ 14 ] [ 15 ] |
| 2020 | Gundam Build Divers: Battlogue                       | Shinya Watada                       | 13 de noviembre de 2020      | 13 de noviembre de 2020     | 1    | Sunrise Beyond | Secuela de Gundam Build Divers Re:Rise 2nd Season.                                                        | [ 14 ] [ 15 ] |
| 2021 | SD Gundam World Heroes                               | Takahiro Ikezoe                     | 8 de abril de 2021           | 16 de septiembre de 2021    | 24   | —              | Historia original.                                                                                        | [ 14 ] [ 15 ] |
| 2021 | Artiswitch                                           | Kazuma Ikeda                        | 28 de mayo de 2021           | 10 de septiembre de 2021    | 6    | —              | Historia original.                                                                                        | [ 14 ] [ 15 ] |
| 2021 | Gundam Breaker: Battlogue                            | Masami Ōbari                        | 19 de octubre de 2021        | 23 de noviembre de 2021     | 6    | —              | Historia original.                                                                                        | [ 14 ] [ 15 ] |
| 2022 | Mobile Suit Gundam: Iron-Blooded Orphans - Urdr Hunt | Tatsuyuki Nagai                     | 15 de noviembre de 2022      | 1 de octubre de 2023        | 12   | Sunrise Beyond | Secuela de Mobile Suit Gundam: Iron-Blooded Orphans.                                                      | [ 38 ]        |
| 2023 | Kyōkai Senki: Kyokkō no Souki                        | Masami Ōbari                        | 10 de agosto de 2023         | 19 de octubre de 2023       | 6    | Sunrise Beyond | Historia original.                                                                                        | [ 14 ] [ 15 ] |
| 2023 | Gundam Build Metaverse                               | Masami Ōbari                        | 6 de octubre de 2023         | 20 de octubre de 2023       | 3    | Sunrise Beyond | Historia original.                                                                                        | [ 39 ]        |
| 2023 | Artiswitch: Ruru's Episodes of Memories              | Kazuma Ikeda                        | 20 de noviembre de 2023      | —                           | 2    | —              | Historia original.                                                                                        | [ 14 ] [ 15 ] |
| 2024 | Sand Land: The Series                                | Toshihisa Yokoshima                 | 20 de marzo de 2024          | 1 de mayo de 2024           | 13   | —              | Adaptación del manga escrito e ilustrado por Akira Toriyama. Coproducción junto a Anima y Kamikaze Douga. | [ 40 ]        |

### Producciones no japonesas
| Año  | Título                                     | Fecha de primera transmisión | Fecha de última transmisión | Estudios                           | Notas                                                                                    |
| ---- | ------------------------------------------ | ---------------------------- | --------------------------- | ---------------------------------- | ---------------------------------------------------------------------------------------- |
| 1981 | D'Artacán y los tres mosqueperros          | Octubre de 1981              | Marzo de 1982               | Nippon Animation                   | Coproducción junto a BRB Internacional.                                                  |
| 1983 | Inspector Gadget                           | Septiembre de 1983           | Febrero de 1986             | DIC Entertainment                  | Servicios adicionales de TMS Entertainment para el proceso de tinta y pintado.           |
| 1985 | Jayce and The Wheeled Warriors             | Septiembre de 1985           | Diciembre de 1985           | DIC Entertainment                  |                                                                                          |
| 1985 | Thundercats                                | Septiembre de 1985           | Septiembre de 1989          | Rankin/Bass Animated Entertainment |                                                                                          |
| 1986 | Centuriones                                | Abril de 1986                | Diciembre de 1986           | Estudio 7 Ruby-Spears Productions  |                                                                                          |
| 1990 | Sophie et Virginie                         | Diciembre de 1990            | Mayo de 1993                | C&D                                | Coproducción junto a AB Productions y CNC.                                               |
| 1992 | Batman: la serie animada                   | Septiembre de 1992           | Septiembre de 1995          | Estudio 6 Warner Bros. Animation   |                                                                                          |
| 1995 | Street Fighter                             | Octubre de 1995              | Mayo de 1997                | Estudio 1                          | Coproducción junto a InVision Entertainment, Graz Entertainment, USA Studios y Madhouse. |
| 1996 | Siegfried & Roy: Masters of the Impossible | Agosto de 1996               | Agosto de 1996              | DIC Entertainment                  |                                                                                          |
| 2000 | Argai                                      | Septiembre de 2000           | Marzo de 2001               | Carrere Groupe                     | Coproducción junto a D'Ocon Films Productions y La Coloniale.                            |
| 2006 | Las increíbles aventuras de Team Galaxy    | Agosto de 2006               | Julio de 2007               | Marathon Media                     | Coproducción junto a Image Entertainment Corporation.                                    |
| 2018 | Barangay 143                               | Octubre de 2018              | Febrero de 2021             | Shin-Ei Animation                  | Coproducción junto a ASI Animation Studio.                                               |

### Trabajo de animación en videojuegos
| Año  | Título                                       | Notas                                |
| ---- | -------------------------------------------- | ------------------------------------ |
| 1986 | Valis: The Fantasm Soldier                   |                                      |
| 1986 | Suishō no Dragon                             |                                      |
| 1989 | Blazing Lazers                               |                                      |
| 1995 | SD Gundam Neo Batoringu                      |                                      |
| 1998 | Brave Saga                                   |                                      |
| 1998 | Real Bout Fatal Fury Special: Dominated Mind |                                      |
| 1999 | Sunrise Heroes                               |                                      |
| 2000 | Brave Saga 2                                 |                                      |
| 2001 | Sunrise Heroes 2                             |                                      |
| 2001 | Mobile Suit Gundam: Journey to Jaburo        |                                      |
| 2001 | Zone of the Enders: The Fist of Mars         |                                      |
| 2001 | Mobile Suit Gundam: Zeonic Front             |                                      |
| 2003 | Sunrise World War                            |                                      |
| 2003 | Mobile Suit Gundam: Encounters in Space      |                                      |
| 2004 | Mobile Suit Gundam: Gundam vs. Zeta Gundam   |                                      |
| 2004 | Inuyasha: The Secret of the Cursed Mask      |                                      |
| 2005 | Brave Wars                                   |                                      |
| 2008 | Battle of Sunrise                            |                                      |
| 2012 | Tales of the Heroes: Twin Brave              |                                      |
| 2012 | Zone of the Enders HD Collection             |                                      |
| 2015 | Xuccess Heaven                               |                                      |
| 2018 | Starwing Paradox                             |                                      |
| 2019 | Love Live! School Idol Festival All Stars    |                                      |
| 2021 | Scarlet Nexus                                |                                      |
| 2021 | Tales of Luminaria                           | Coproducción junto a Kamikaze Douga. |
| 2024 | Saikyō Kamizmode: Burst Spirits              |                                      |

### Trabajos varios
- Nagoya TV (1981–1987, créditos de apertura y cierre de la mascota "Space Boy")
- Pink Crows (hizo la animación y los diseños de esta banda animada y sus videos musicales)[41][42]
- Shadow of China (1989, película de acción real)
- Cold Fever (1994, película de acción real coproducida con Islandic Film Corporation, Iciclefilm, Pandora Film, Zentropa Entertainments y George Gund III
- Pop Team Epic (2020–2022, Serie 1 Especial Episodio 1 sketch del prólogo de la primera mitad y animación de apertura; Serie 2 Episodio 2 parte de la historia y animación final)
- Cowboy Bebop (2021, serie de televisión de acción real coproducida con Netflix, Midnight Radio y Tomorrow Studios)

## Distribución internacional
La mayor parte del anime producido por Sunrise y Bandai y con licencia de Bandai Visual en Japón fue licenciado y distribuido en los Estados Unidos por Bandai Entertainment y en Europa por Beez Entertainment, pero ambas compañías cerraron en 2012 después de la reestructuración de Bandai Entertainment. En Norteamérica, distribuidores como Funimation, VIZ Media, Sentai Filmworks, NIS America y Aniplex of America, así como Sunrise USA, han licenciado propiedades de Sunrise. En Europa, Anime Limited y Manga Entertainment (en Reino Unido) y Kazé (en Francia) han comenzado a distribuir títulos distribuidos por Beez y otras producciones inéditas de Sunrise. En Australia, las producciones de Sunrise tienen licencia y distribución por Madman Entertainment. En Anime Boston 2013, Sunrise confirmó que comenzarían a otorgar licencias de anime en Norteamérica y estaban negociando con Sentai, Funimation y Viz para distribuir sus títulos en DVD y Blu-ray. Right Stuf acordó distribuir y relanzar Mobile Suit Gundam Unicorn en DVD en Norteamérica. En 2014, el acuerdo se amplió y se lanzó el Gundam previamente licenciado por Bandai Entertainment (Mobile Suit Gundam, Turn A Gundam) y varias obras no publicadas en Norteamérica (incluidas Mobile Suit Gundam ZZ) en 2015.

## Estudios de anime fundados por exmiembros de Sunrise
- Studio Deen (fundado en marzo de 1975) por Hiroshi Hasegawa y Takeshi Mochida.
- Studio Dub (fundado en enero de 1983) por Masa Yahata, tomó el control y se convirtió en BNP Iwaki Studio en 2019.
- Lifework (fundado en 1984) por Yutaka Kanda y Masahiro Toyozumi, actualmente disuelto.
- Studio Takuranke (fundado en septiembre de 1987) por Yasuhiko Kondō y Hiroyuki Yamada.
- Studio Gazelle (fundado en septiembre de 1993) por Ikuo Sato.
- Bones (fundado en octubre de 1998) por Masahiko Minami.
- Manglobe (fundado en febrero de 2002) por Shinichirō Kobayashi y Takashi Kochiyama, se declara en quiebra el 29 de septiembre de 2015.[46]
- A-1 Pictures (fundado en mayo de 2005) por Masuo Ueda y Mikihiro Iwata.
- Bridge (fundado en agosto de 2007) por Chie Ohashi.
- Odd Eye Creative (fundado en febrero de 2011) por Naotake Furusato.
- Yaoyorozu (fundado en agosto de 2013) por Tatsuki,cerrado en 2020, el negocio de animación se transfirió e integró a la nueva empresa denominada 8million.[47]
- Buemon (fundado en abril de 2014) por Kiyohiko Takayama, expersonal de 3DCG en Nerima Studio.